# Fumetti Disney di Romano Scarpa
Questa è la lista completa delle storie, sia da autore completo (sceneggiate e disegnate) che solo disegnate, realizzate da Romano Scarpa tra il 1953 e il 2003.
La lista include anche le storie di produzione italiana, e quelle per il mercato estero (americano, danese, inglese e francese). L’elenco include anche una serie di storie dell’autore inedite, sia recuperate che ricostruite grazie all’intervento di Luca Boschi.
Nell'elenco per ogni storia è presente un link di approfondimento al database online delle storie Disney INDUCKS.

## Storie di produzione italiana
| #   | Data              | Titolo                                                                                         | Pagine                                      | Soggetto           | Sceneggiatura                        | Disegni                           | Inchiostri                                                                       | Codice storia |
| --- | ----------------- | ---------------------------------------------------------------------------------------------- | ------------------------------------------- | ------------------ | ------------------------------------ | --------------------------------- | -------------------------------------------------------------------------------- | ------------- |
| 1   | 10 novembre 1953  | Biancaneve e Verde Fiamma                                                                      | 52 (18 + 17 + 17)                           |                    | Guido Martina                        | Romano Scarpa                     |                                                                                  | I TL 78-AP    |
| 2   | 13 dicembre 1953  | Tavole di raccordo per Almanacco Topolino 1954                                                 | 12                                          |                    | Guido Martina                        | Romano Scarpa                     |                                                                                  | I AO 53050-A  |
| 3   | 25 agosto 1954    | Paperino "3 D"                                                                                 | 45 (15 + 13 + 17)                           |                    | Guido Martina                        | Romano Scarpa                     |                                                                                  | I TL 97-BP    |
| 4   | 11 novembre 1954  | Biancaneve, la strega e lo scudiero                                                            | 30                                          |                    | Guido Martina                        | Romano Scarpa                     |                                                                                  | I AO 54045-A  |
| 5   | 19 dicembre 1954  | Topolino e le delizie natalizie                                                                | 29                                          |                    | Guido Martina                        | Romano Scarpa                     |                                                                                  | I AO 54051-A  |
| 6   | 13 febbraio 1955  | Il carnevale di Paperin Paperone                                                               | 31                                          |                    | Guido Martina                        | Romano Scarpa                     |                                                                                  | I AO 55006-A  |
| 7   | 13 marzo 1955     | Paperino e l'ora dell'oro                                                                      | 31                                          |                    | Guido Martina                        | Romano Scarpa                     |                                                                                  | I AO 55010-A  |
| 7   | 10 giugno 1955    | Topolino e il doppio segreto di Macchia Nera                                                   | 76 (20 + 20 + 19 + 17)                      |                    | Guido Martina                        | Romano Scarpa                     |                                                                                  | I TL 116-AP   |
| 8   | 10 febbraio 1956  | Paperino e i gamberi in salmì                                                                  | 50 (25 + 25)                                |                    | Romano Scarpa                        | Romano Scarpa                     |                                                                                  | I TL 132-AP   |
| 9   | 25 marzo 1956     | Paperino e l'amuleto di Amùndsen                                                               | 33                                          |                    | Romano Scarpa                        | Romano Scarpa                     |                                                                                  | I TL 135-A    |
| 10  | 10 luglio 1956    | Topolino e il mistero di Tapioco Sesto                                                         | 53 (27 + 26)                                |                    | Romano Scarpa                        | Romano Scarpa                     |                                                                                  | I TL 142-AP   |
| 11  | 10 gennaio 1957   | Topolino e il campionissimo                                                                    | 32                                          |                    | Romano Scarpa                        | Romano Scarpa                     |                                                                                  | I TL 154-A    |
| 12  | 10 marzo 1957     | Topolino e il Pippotarzan                                                                      | 55 (30 + 25)                                |                    | Romano Scarpa                        | Romano Scarpa                     |                                                                                  | I TL 158-AP   |
| 13  | Luglio 1957       | Paperino e l'antidollaròsera                                                                   | 25                                          |                    | Romano Scarpa                        | Romano Scarpa                     |                                                                                  | I AT 7-A      |
| 14  | 25 luglio 1957    | Topolino e la nave del microcosmo                                                              | 33                                          |                    | Romano Scarpa                        | Romano Scarpa                     | Luciano Gatto                                                                    | I TL 167-AP   |
| 15  | 10 ottobre 1957   | I Sette Nani e il trono di diamanti                                                            | 45 (25 + 20)                                |                    | Romano Scarpa                        | Romano Scarpa                     | Luciano Gatto                                                                    | I TL 172-BP   |
| 16  | 10 novembre 1957  | Paperino e la leggenda dello Scozzese Volante                                                  | 49 (29 + 20)                                |                    | Romano Scarpa                        | Romano Scarpa                     | Luciano Gatto                                                                    | I TL 174-AP   |
| 17  | 25 marzo 1958     | Topolino e l'unghia di Kalì                                                                    | 50 (25 + 25)                                |                    | Romano Scarpa                        | Romano Scarpa                     | Luciano Gatto                                                                    | I TL 183-AP   |
| 18  | Settembre 1958    | Paperino e la "Fondazione De' Paperoni"                                                        | 25                                          |                    | Romano Scarpa                        | Romano Scarpa                     |                                                                                  | I AT 21-A     |
| 18  | 25 settembre 1958 | Paperino e la scuola dei guai                                                                  | 60 (30 + 30)                                |                    | Guido Martina                        | Romano Scarpa                     | Luciano Gatto                                                                    | I TL 195-AP   |
| 19  | 10 marzo 1959     | Topolino e la Dimensione Delta                                                                 | 72 (37 + 35)                                |                    | Romano Scarpa                        | Romano Scarpa                     | Rodolfo Cimino                                                                   | I TL 206-AP   |
| 20  | 10 agosto 1959    | Paperino e l'uomo di Ula-Ula                                                                   | 37                                          |                    | Romano Scarpa                        | Romano Scarpa                     | Rodolfo Cimino                                                                   | I TL 216-B    |
| 21  | 10 novembre 1959  | Topolino e Bip Bip alle sorgenti mongole                                                       | 59 (29 + 30)                                |                    | Romano Scarpa                        | Romano Scarpa                     | Rodolfo Cimino                                                                   | I TL 222-AP   |
| 22  | Dicembre 1959     | I Sette Nani e la fata incatenata                                                              | 23                                          |                    | Guido Martina                        | Romano Scarpa                     | Luciano Gatto                                                                    | I AT 36-A     |
| 23  | 10 febbraio 1960  | La leggenda di Paperin Hood                                                                    | 66 (33 + 33)                                |                    | Romano Scarpa                        | Romano Scarpa                     | Rodolfo Cimino                                                                   | I TL 228-AP   |
| 24  | 10 marzo 1960     | Topolino e la collana Chirikawa                                                                | 59 (29 + 30)                                |                    | Romano Scarpa                        | Romano Scarpa                     | Rodolfo Cimino                                                                   | I TL 230-AP   |
| 25  | 19 giugno 1960    | I Sette Nani e l'anello di betulla                                                             | 37                                          |                    | Romano Scarpa                        | Romano Scarpa                     | Rodolfo Cimino                                                                   | I TL 238-A    |
| 26  | 24 luglio 1960    | Zio Paperone e l'ultimo Balabù                                                                 | 35                                          |                    | Romano Scarpa                        | Romano Scarpa                     | Rodolfo Cimino                                                                   | I TL 243-A    |
| 27  | 11 settembre 1960 | Paperino e le lenticchie di Babilonia                                                          | 71 (36 + 35)                                |                    | Romano Scarpa                        | Romano Scarpa                     | Rodolfo Cimino                                                                   | I TL 250-AP   |
| 28  | 30 ottobre 1960   | Topolino e il Bip Bip-15                                                                       | 63 (32 + 31)                                |                    | Romano Scarpa                        | Romano Scarpa                     | Rodolfo Cimino                                                                   | I TL 257-AP   |
| 29  | 12 febbraio 1961  | Zio Paperone e il ratto di Brigitta                                                            | 33                                          |                    | Romano Scarpa                        | Romano Scarpa                     | Rodolfo Cimino                                                                   | I TL 272-A    |
| 30  | 26 febbraio 1961  | Topolino imperatore della Calidornia                                                           | 69 (35 + 34)                                |                    | Romano Scarpa                        | Romano Scarpa                     | Rodolfo Cimino                                                                   | I TL 274-AP   |
| 31  | 14 maggio 1961    | Paperino agente dell'F.B.I.!                                                                   | 31                                          |                    | Romano Scarpa                        | Romano Scarpa                     | Rodolfo Cimino                                                                   | I TL 285-B    |
| 32  | 4 giugno 1961     | Topolino nel favoloso regno di Shan-Grillà                                                     | 65 (36 + 29)                                |                    | Romano Scarpa                        | Romano Scarpa                     | Rodolfo Cimino                                                                   | I TL 288-AP   |
| 33  | 2 luglio 1961     | Paperino e il colosso del Nilo                                                                 | 45 (25 + 20)                                |                    | Romano Scarpa                        | Romano Scarpa                     | Rodolfo Cimino                                                                   | I TL 292-AP   |
| 34  | 20 agosto 1961    | Zio Paperone e la gara da 100 $                                                                | 32                                          |                    | Romano Scarpa                        | Romano Scarpa                     | Rodolfo Cimino                                                                   | I TL 299-A    |
| 35  | 17 settembre 1961 | Topolino e la fiamma eterna di Kalhoa                                                          | 63 (32 + 31)                                |                    | Romano Scarpa                        | Romano Scarpa                     | Rodolfo Cimino                                                                   | I TL 303-AP   |
| 36  | 15 ottobre 1961   | Topolino e il gigante della pubblicità                                                         | 61 (32 + 31)                                |                    | Romano Scarpa                        | Romano Scarpa                     | Rodolfo Cimino                                                                   | I TL 307-AP   |
| 37  | 24 dicembre 1961  | Codino cavallo marino                                                                          | 33                                          |                    | Romano Scarpa                        | Romano Scarpa                     | Rodolfo Cimino                                                                   | I TL 317-A    |
| 38  | 4 marzo 1962      | Paperino e la farfalla di Colombo                                                              | 61 (29 + 32)                                |                    | Romano Scarpa                        | Romano Scarpa                     | Rodolfo Cimino                                                                   | I TL 327-AP   |
| 39  | 25 marzo 1962     | Zio Paperone e l'allergia discoica                                                             | 32                                          |                    | Roberto Catalano                     | Romano Scarpa                     | Rodolfo Cimino                                                                   | I TL 330-A    |
| 40  | 22 aprile 1962    | Biancaneve e la Pasqua nel bosco                                                               | 29                                          |                    | Osvaldo Pavese                       | Romano Scarpa                     | Rodolfo Cimino                                                                   | I TL 334-A    |
| 41  | 6 maggio 1962     | Topolino e la pista delle pistole                                                              | 30                                          |                    | Gian Giacomo Dalmasso                | Romano Scarpa                     | Rodolfo Cimino                                                                   | I TL 336-A    |
| 42  | 13 maggio 1962    | Gastone e l'eclissi di fortuna                                                                 | 30                                          | Abramo Barosso     | Giampaolo Barosso                    | Romano Scarpa                     | Rodolfo Cimino                                                                   | I TL 337-B    |
| 43  | 27 maggio 1962    | Eta Beta e la cometa al fenantrone                                                             | 29                                          |                    | Roberto Catalano                     | Romano Scarpa                     | Rodolfo Cimino                                                                   | I TL 339-A    |
| 44  | Giugno 1962       | Pippo e la Banda Tris                                                                          | 24                                          |                    | Roberto Catalano                     | Romano Scarpa                     | Rodolfo Cimino                                                                   | I AT 66-B     |
| 45  | 22 luglio 1962    | Paperino supplente incaricato                                                                  | 31                                          | Abramo Barosso     | Giampaolo Barosso                    | Romano Scarpa                     | Rodolfo Cimino                                                                   | I TL 347-A    |
| 46  | 22 luglio 1962    | Topolino e il pappagallo matematico                                                            | 29                                          | Abramo Barosso     | Giampaolo Barosso                    | Romano Scarpa                     | Rodolfo Cimino                                                                   | I TL 347-B    |
| 47  | 29 luglio 1962    | Paperino e il capro di Acatapulco                                                              | 29                                          | Abramo Barosso     | Giampaolo Barosso                    | Romano Scarpa                     | Rodolfo Cimino                                                                   | I TL 348-A    |
| 48  | 26 luglio 1962    | Paperon De' Paperoni visir di Papatoa                                                          | 29                                          |                    | Rodolfo Cimino                       | Romano Scarpa                     | Rodolfo Cimino                                                                   | I TL 352-A    |
| 49  | 2 settembre 1962  | Paperino e la maliarda miliardaria                                                             | 31                                          | Abramo Barosso     | Giampaolo Barosso                    | Romano Scarpa                     | Rodolfo Cimino                                                                   | I TL 353-A    |
| 50  | 16 settembre 1962 | Zio Paperone e la "donnetta nera"                                                              | 29                                          | Abramo Barosso     | Giampaolo Barosso                    | Romano Scarpa                     | Rodolfo Cimino                                                                   | I TL 355-B    |
| 51  | 30 settembre 1962 | Zio Paperone e il clavicembalo scrivano                                                        | 40                                          | Abramo Barosso     | Giampaolo Barosso                    | Romano Scarpa                     | Rodolfo Cimino                                                                   | I TL 357-A    |
| 52  | 11 novembre 1962  | Zio Paperone e l'amuleto su misura                                                             | 30                                          |                    | Carlo Chendi                         | Romano Scarpa                     | Rodolfo Cimino                                                                   | I TL 363-A    |
| 53  | 23 dicembre 1962  | Paperino e il premio di bontà                                                                  | 30                                          |                    | Carlo Chendi                         | Romano Scarpa                     | Rodolfo Cimino                                                                   | I TL 369-A    |
| 54  | 30 dicembre 1962  | Paperino e la gloria nazionale                                                                 | 29                                          |                    | Romano Scarpa                        | Romano Scarpa                     | Giorgio Cavazzano                                                                | I TL 370-A    |
| 55  | 30 dicembre 1962  | Topolino e gli abeti himalayani                                                                | 29                                          | Abramo Barosso     | Giampaolo Barosso                    | Romano Scarpa                     | Giorgio Cavazzano                                                                | I TL 370-B    |
| 56  | 24 febbraio 1963  | Archimede e lo struzzicano trovarobe                                                           | 30                                          |                    | ?                                    | Romano Scarpa                     | Giorgio Cavazzano                                                                | I TL 378-A    |
| 57  | 10 marzo 1963     | Topolino e l'uomo di Altacraz                                                                  | 66 (36 + 30)                                |                    | Romano Scarpa                        | Romano Scarpa                     | Giorgio Cavazzano                                                                | I TL 380-AP   |
| 58  | 24 marzo 1963     | Zio Paperone e il petrolio proibito                                                            | 33                                          |                    | Rodolfo Cimino                       | Romano Scarpa                     | Giorgio Cavazzano                                                                | I TL 382-A    |
| 59  | 21 aprile 1963    | Zio Paperone e le lucciole industriali                                                         | 32                                          |                    | Romano Scarpa                        | Romano Scarpa                     | Giorgio Cavazzano                                                                | I TL 386-A    |
| 60  | 21 aprile 1963    | Qui, Qua, Qua e i ricattatori ricattati                                                        | 31                                          |                    | Gian Giacomo Dalmasso                | Romano Scarpa                     | Giorgio Cavazzano                                                                | I TL 386-C    |
| 61  | 5 maggio 1963     | Zio Paperone e la sfortuna al 99%                                                              | 29                                          |                    | Roberto Catalano                     | Romano Scarpa                     | Giorgio Cavazzano                                                                | I TL 388-B    |
| 62  | 2 giugno 1963     | Paperino fortunatissimo bis                                                                    | 29                                          | Abramo Barosso     | Giampaolo Barosso                    | Romano Scarpa                     | Giorgio Cavazzano                                                                | I TL 392-A    |
| 63  | 16 giugno 1963    | Gastone e la crociera machiavellica                                                            | 15                                          | Abramo Barosso     | Giampaolo Barosso                    | Romano Scarpa                     | Giorgio Cavazzano                                                                | I TL 394-B    |
| 64  | 23 giugno 1963    | Topolino & Pippo aggiustatori scatenati                                                        | 13                                          | Abramo Barosso     | Giampaolo Barosso                    | Romano Scarpa                     | Giorgio Cavazzano                                                                | I TL 395-B    |
| 65  | 28 luglio 1963    | Topolino e il canguro di corallo                                                               | 66 (34 + 32)                                |                    | Romano Scarpa                        | Romano Scarpa                     | Giorgio Cavazzano                                                                | I TL 400-AP   |
| 66  | 8 settembre 1963  | Paperino e l'anello dei dogi                                                                   | 32                                          |                    | Carlo Chendi                         | Romano Scarpa                     | Giorgio Cavazzano                                                                | I TL 406-A    |
| 67  | 15 settembre 1963 | Topolino e il finale giallo                                                                    | 29                                          |                    | Michele Gazzarri                     | Romano Scarpa                     | Giorgio Cavazzano                                                                | I TL 407-B    |
| 68  | 22 settembre 1963 | Paperino intelligentone a ondate                                                               | 33                                          |                    | Romano Scarpa                        | Romano Scarpa                     | Giorgio Cavazzano                                                                | I TL 408-A    |
| 69  | 20 ottobre 1963   | I Sette Nani e la balza del lupo                                                               | 20                                          |                    | Gian Giacomo Dalmasso                | Romano Scarpa                     | Giorgio Cavazzano                                                                | I TL 412-B    |
| 70  | 8 dicembre 1963   | Paperino e il pallone diamantifero                                                             | 29                                          |                    | Romano Scarpa                        | Romano Scarpa                     | Giorgio Cavazzano                                                                | I TL 419-A    |
| 71  | 12 gennaio 1964   | Paperina e i gemelli veneziani                                                                 | 27                                          |                    | Osvaldo Pavese                       | Romano Scarpa                     | Giorgio Cavazzano                                                                | I TL 424-A    |
| 72  | 19 gennaio 1964   | Zio Paperone e il coniglio ranista                                                             | 28                                          | Abramo Barosso     | Giampaolo Barosso                    | Romano Scarpa                     | Giorgio Cavazzano                                                                | I TL 425-A    |
| 73  | 2 febbraio 1964   | Zio Paperone sorvegliante a vista                                                              | 35                                          |                    | Rodolfo Cimino                       | Romano Scarpa                     | Giorgio Cavazzano                                                                | I TL 427-C    |
| 74  | 16 febbraio 1964  | Paperino e l'affarone d'occasione                                                              | 19                                          | Abramo Barosso     | Giampaolo Barosso                    | Romano Scarpa                     | Giorgio Cavazzano                                                                | I TL 429-A    |
| 75  | 23 febbraio 1964  | Quel drittone di Gancio                                                                        | 20                                          |                    | Romano Scarpa                        | Romano Scarpa                     | Giorgio Cavazzano                                                                | I TL 430-B    |
| 76  | 1º marzo 1964     | Pico de Paperis contro "Cervellofacile"                                                        | 15                                          |                    | Guido Martina (?)                    | Romano Scarpa                     | Giorgio Cavazzano                                                                | I TL 431-B    |
| 77  | 29 marzo 1964     | Biancaneve e l'abito stregato                                                                  | 30                                          |                    | Osvaldo Pavese                       | Romano Scarpa                     | Giorgio Cavazzano                                                                | I TL 435-A    |
| 78  | 3 maggio 1964     | Gancio il Dritto alla riscossa                                                                 | 21                                          |                    | Romano Scarpa                        | Romano Scarpa                     | Giorgio Cavazzano                                                                | I TL 440-A    |
| 79  | 7 giugno 1964     | Gancio il Dritto dà lezioni                                                                    | 21                                          |                    | Romano Scarpa                        | Romano Scarpa                     | Giorgio Cavazzano                                                                | I TL 445-A    |
| 80  | 26 luglio 1964    | Topolino e il vortice ipnotico                                                                 | 30                                          |                    | Romano Scarpa                        | Romano Scarpa                     | Giorgio Cavazzano                                                                | I TL 452-A    |
| 81  | 2 agosto 1964     | Zio Paperone e i guardiani truffaldini                                                         | 27                                          |                    | Rodolfo Cimino                       | Romano Scarpa                     | Giorgio Cavazzano                                                                | I TL 453-A    |
| 82  | 9 agosto 1964     | Paperino e la merenda mancata                                                                  | 27                                          | Abramo Barosso     | Giampaolo Barosso                    | Romano Scarpa                     | Giorgio Cavazzano                                                                | I TL 454-A    |
| 83  | Settembre 1964    | Topolino alle olimpiadi                                                                        | 27                                          |                    | Gian Giacomo Dalmasso                | Romano Scarpa                     | Giorgio Cavazzano                                                                | I CWD 16-A    |
| 83  | 13 settembre 1964 | Qui, Quo, Qua e il pesce commodoro                                                             | 30                                          |                    | Romano Scarpa                        | Romano Scarpa                     | Giorgio Cavazzano                                                                | I TL 459-A    |
| 84  | 25 ottobre 1964   | Sgrizzo il più balzano papero del mondo                                                        | 23                                          |                    | Romano Scarpa                        | Romano Scarpa                     | Giorgio Cavazzano                                                                | I TL 465-B    |
| 85  | 1º novembre 1964  | Paperino e lo spartito inedito                                                                 | 29                                          |                    | Romano Scarpa                        | Romano Scarpa                     | Giorgio Cavazzano                                                                | I TL 466-A    |
| 86  | 29 novembre 1964  | Zio Paperone e l'anfora angolare                                                               | 37                                          |                    | Pier Carpi                           | Romano Scarpa                     | Giorgio Cavazzano                                                                | I TL 470-A    |
| 87  | 6 dicembre 1964   | Pippo memorabile smemorato                                                                     | 15                                          | Abramo Barosso     | Giampaolo Barosso                    | Romano Scarpa                     | Giorgio Cavazzano                                                                | I TL 471-A    |
| 88  | 27 dicembre 1964  | Paperino e l'anima gemella                                                                     | 16                                          |                    | Ennio Missaglia                      | Romano Scarpa                     | Giorgio Cavazzano                                                                | I TL 474-B    |
| 89  | 10 gennaio 1965   | Zio Paperone e l'aurum nigrum                                                                  | 31                                          |                    | Rodolfo Cimino                       | Romano Scarpa                     | Giorgio Cavazzano                                                                | I TL 476-A    |
| 90  | 7 febbraio 1965   | Zio Paperone e l'usanza dei Kuang                                                              | 27                                          |                    | Osvaldo Pavese                       | Romano Scarpa                     | Giorgio Cavazzano                                                                | I TL 479-B    |
| 91  | 14 febbraio 1965  | Paperino e le banconote volanti                                                                | 21                                          | Abramo Barosso     | Giampaolo Barosso                    | Romano Scarpa                     | Giorgio Cavazzano                                                                | I TL 479-B    |
| 92  | 28 febbraio 1965  | Zio Paperone e il Bukara bucato                                                                | 30                                          | Abramo Barosso     | Giampaolo Barosso                    | Romano Scarpa                     | Giorgio Cavazzano                                                                | I TL 483-A    |
| 93  | 7 marzo 1965      | Paperino e il colpo maestro                                                                    | 15                                          |                    | Rodolfo Cimino                       | Romano Scarpa                     | Giorgio Cavazzano                                                                | I TL 484-B    |
| 94  | 4 aprile 1965     | Gancio, sei grande!                                                                            | 12                                          |                    | Romano Scarpa                        | Romano Scarpa                     | Giorgio Cavazzano                                                                | I TL 488-B    |
| 95  | 11 aprile 1965    | Zio Paperone e la gara ferroviaria                                                             | 25                                          |                    | Romano Scarpa                        | Romano Scarpa                     | Giorgio Cavazzano                                                                | I TL 489-A    |
| 96  | 18 aprile 1965    | Paperino istruttore di camping                                                                 | 30                                          |                    | Romano Scarpa                        | Romano Scarpa                     | Giorgio Cavazzano                                                                | I TL 490-C    |
| 97  | 2 maggio 1965     | Paperino e la psicotopologia                                                                   | 15                                          | Abramo Barosso     | Giampaolo Barosso                    | Romano Scarpa                     | Giorgio Cavazzano                                                                | I TL 492-B    |
| 98  | 9 maggio 1965     | Zio Paperone e la resina d'Arabia                                                              | 28                                          |                    | Rodolfo Cimino                       | Romano Scarpa                     | Giorgio Cavazzano                                                                | I TL 493-A    |
| 99  | 20 giugno 1965    | Paperino e la caccia ai debitori                                                               | 18                                          |                    | Michele Gazzarri (?)                 | Romano Scarpa                     | Giorgio Cavazzano                                                                | I TL 499-A    |
| 100 | 27 giugno 1965    | Paperino e l'impareggiabile Rob                                                                | 28                                          | Abramo Barosso     | Giampaolo Barosso                    | Romano Scarpa                     | Giorgio Cavazzano                                                                | I TL 500-A    |
| 101 | 27 giugno 1965    | Gancio vince sempre!                                                                           | 15                                          |                    | Romano Scarpa                        | Romano Scarpa                     | Giorgio Cavazzano                                                                | I TL 500-B    |
| 102 | 4 luglio 1965     | Zio Paperone e il diritto di successione                                                       | 26                                          |                    | Rodolfo Cimino                       | Romano Scarpa                     | Giorgio Cavazzano                                                                | I TL 501-A    |
| 103 | 25 luglio 1965    | Zio Paperone e il grande "party"                                                               | 25                                          |                    | Gian Giacomo Dalmasso                | Romano Scarpa                     | Giorgio Cavazzano                                                                | I TL 504-A    |
| 104 | 12 settembre 1965 | Paperino e l'aurite acuta                                                                      | 31                                          |                    | Rodolfo Cimino                       | Romano Scarpa                     | Giorgio Cavazzano                                                                | I TL 511-A    |
| 105 | Ottobre 1965      | Zio Paperone e le uova d'esportazione                                                          | 21                                          |                    | Rodolfo Cimino                       | Romano Scarpa                     | Giorgio Cavazzano                                                                | I AT 106-A    |
| 106 | 3 ottobre 1965    | Gancio e la sonata soporifera                                                                  | 12                                          |                    | Romano Scarpa                        | Romano Scarpa                     | Giorgio Cavazzano                                                                | I TL 514-B    |
| 107 | 24 ottobre 1965   | Zio Paperone e la sabbiatura funesta                                                           | 29                                          |                    | Rodolfo Cimino                       | Romano Scarpa                     | Giorgio Cavazzano                                                                | I TL 517-A    |
| 108 | 24 ottobre 1965   | Gancio cormorano di fiducia                                                                    | 18                                          |                    | Romano Scarpa                        | Romano Scarpa                     | Giorgio Cavazzano                                                                | I TL 517-B    |
| 109 | 11 novembre 1965  | Paperino agricoltore tapino                                                                    | 26                                          |                    | Rodolfo Cimino                       | Romano Scarpa                     | Giorgio Cavazzano                                                                | I TL 520-A    |
| 110 | 12 dicembre 1965  | Paperino e i calendari omaggio                                                                 | 30                                          | Abramo Barosso (?) | Giampaolo Barosso (?)                | Romano Scarpa                     | Giorgio Cavazzano                                                                | I TL 524-A    |
| 111 | 26 dicembre 1965  | Gancio e la piñata azteca                                                                      | 26                                          |                    | Romano Scarpa                        | Romano Scarpa                     | Giorgio Cavazzano                                                                | I TL 526-A    |
| 112 | 2 gennaio 1966    | Gancio e l'oro del West                                                                        | 18                                          |                    | Romano Scarpa                        | Romano Scarpa                     | Giorgio Cavazzano                                                                | I TL 527-B    |
| 113 | 16 gennaio 1966   | Topolino tecnico tenace                                                                        | 15                                          | Abramo Barosso     | Giampaolo Barosso                    | Romano Scarpa                     | Giorgio Cavazzano                                                                | I TL 529-A    |
| 114 | 23 gennaio 1966   | Topolino e il sano esercizio                                                                   | 14                                          | Abramo Barosso     | Giampaolo Barosso                    | Romano Scarpa                     | Giorgio Cavazzano                                                                | I TL 530-A    |
| 115 | 30 gennaio 1966   | Zio Paperone e la guardiana alata                                                              | 28                                          |                    | Rodolfo Cimino                       | Romano Scarpa                     | Giorgio Cavazzano                                                                | I TL 531-A    |
| 116 | 13 febbraio 1966  | Zio Paperone e la perla del Galles                                                             | 28                                          |                    | Rodolfo Cimino                       | Romano Scarpa                     | Giorgio Cavazzano                                                                | I TL 533-A    |
| 117 | 20 febbraio 1966  | Dal suo Diario... - Paperina e il premio di pittura De' Paperoni                               | 15                                          |                    | Romano Scarpa                        | Romano Scarpa                     | Giorgio Cavazzano                                                                | I TL 534-C    |
| 118 | 6 marzo 1966      | Zio Paperone e il nipote portasfortuna                                                         | 20                                          |                    | Carlo Chendi                         | Romano Scarpa                     | Giorgio Cavazzano                                                                | I TL 536-A    |
| 119 | 6 marzo 1966      | Paperino e l'elevato destino                                                                   | 15                                          |                    | Rodolfo Cimino                       | Romano Scarpa                     | Giorgio Cavazzano                                                                | I TL 536-B    |
| 120 | 3 aprile 1966     | Paperino e il premio di operosità                                                              | 25                                          |                    | Rodolfo Cimino                       | Romano Scarpa                     | Giorgio Cavazzano                                                                | I TL 540-A    |
| 121 | 10 aprile 1966    | Dal suo Diario... - Paperina e la beffa in bottiglia                                           | 12                                          |                    | Romano Scarpa                        | Romano Scarpa                     | Giorgio Cavazzano                                                                | I TL 541-A    |
| 122 | 15 maggio 1966    | Paperino e l'hobby preferito                                                                   | 29                                          | Abramo Barosso     | Giampaolo Barosso                    | Romano Scarpa                     | Giorgio Cavazzano                                                                | I TL 546-A    |
| 123 | 29 maggio 1966    | Paperino allievo scroccone                                                                     | 20                                          |                    | Pier Carpi                           | Romano Scarpa                     | Giorgio Cavazzano                                                                | I TL 548-C    |
| 124 | 19 giugno 1966    | Zio Paperone e la lava vulcanica                                                               | 34                                          |                    | Rodolfo Cimino                       | Romano Scarpa                     | Giorgio Cavazzano                                                                | I TL 551-A    |
| 125 | 26 giugno 1966    | (dal suo Diario...) - Paperina testimone oculare                                               | 18                                          |                    | Romano Scarpa                        | Romano Scarpa                     | Giorgio Cavazzano                                                                | I TL 552-B    |
| 126 | Luglio 1966       | Paperino e lo sprint fulminante                                                                | 24                                          |                    | Osvaldo Pavese                       | Romano Scarpa                     | Giorgio Cavazzano                                                                | I AT 115-A    |
| 127 | 24 luglio 1966    | Paperino e l'affare in alto mare                                                               | 27                                          | Abramo Barosso     | Giampaolo Barosso                    | Romano Scarpa                     | Giorgio Cavazzano                                                                | I TL 556-A    |
| 128 | 24 luglio 1966    | Topolino e l'enigma degli ortaggi                                                              | 14                                          |                    | Romano Scarpa                        | Romano Scarpa                     | Giorgio Cavazzano                                                                | I TL 556-C    |
| 129 | 7 agosto 1966     | Zio Paperone e le ingestioni pericolose                                                        | 31                                          |                    | Rodolfo Cimino                       | Romano Scarpa                     | Giorgio Cavazzano                                                                | I TL 558-A    |
| 130 | 14 agosto 1966    | Zio Paperone e il tetrabassotto                                                                | 27                                          |                    | Rodolfo Cimino                       | Romano Scarpa                     | Giorgio Cavazzano                                                                | I TL 559-C    |
| 131 | 4 settembre 1966  | Zio Paperone e l'isola fantasma                                                                | 31                                          |                    | Rodolfo Cimino                       | Romano Scarpa                     | Giorgio Cavazzano                                                                | I TL 562-A    |
| 132 | 25 settembre 1966 | Zio Paperone e la battaglia dei colossi                                                        | 34                                          |                    | Rodolfo Cimino                       | Romano Scarpa                     | Giorgio Cavazzano                                                                | I TL 565-A    |
| 133 | Ottobre 1966      | Zio Paperone e i 50 depositi                                                                   | 24                                          |                    | Michele Gazzarri                     | Romano Scarpa                     | Giorgio Cavazzano                                                                | I AT 118-A    |
| 134 | 2 ottobre 1966    | Filo Sganga concorrente industriale                                                            | 25                                          |                    | Romano Scarpa                        | Romano Scarpa                     | Giorgio Cavazzano                                                                | I TL 566-C    |
| 135 | 30 ottobre 1966   | Paperino e il poeta sopraffino                                                                 | 22                                          |                    | Rodolfo Cimino                       | Romano Scarpa                     | Giorgio Cavazzano                                                                | I TL 570-A    |
| 136 | 27 novembre 1966  | Paperino e l'euforgasaur                                                                       | 32                                          |                    | Guido Martina                        | Romano Scarpa                     | Giorgio Cavazzano                                                                | I TL 574-A    |
| 137 | Dicembre 1966     | Zio Paperone soldato di ventura                                                                | 20                                          |                    | Rodolfo Cimino                       | Romano Scarpa                     | Giorgio Cavazzano                                                                | I AT 120-A    |
| 138 | 18 dicembre 1966  | Arriva Paperetta Yè-Yè                                                                         | 40                                          |                    | Romano Scarpa                        | Romano Scarpa                     | Giorgio Cavazzano                                                                | I TL 577-A    |
| 139 | 15 gennaio 1967   | I Sette Nani e il mago burlone                                                                 | 33                                          |                    | Pier Carpi                           | Romano Scarpa                     | Giorgio Cavazzano                                                                | I TL 581-A    |
| 140 | 15 febbraio 1967  | Paperin Fracassa                                                                               | 60 (30 + 30)                                |                    | Guido Martina                        | Romano Scarpa                     | Giorgio Cavazzano                                                                | I TL 584-AP   |
| 141 | 19 marzo 1967     | Zio Paperone e la rivale romantica                                                             | 29                                          |                    | Rodolfo Cimino                       | Romano Scarpa                     | Giorgio Cavazzano                                                                | I TL 590-A    |
| 142 | 30 aprile 1967    | Topolino e l'ultraghiaccio                                                                     | 70 (35 + 35)                                |                    | Romano Scarpa                        | Romano Scarpa                     | Giorgio Cavazzano                                                                | I TL 596-AP   |
| 143 | 11 giugno 1967    | Paperino presenta Il doppio mistero di Slim Magretto e la casa degli svedesi                   | 67 (36 + 31)                                |                    | Guido Martina                        | Romano Scarpa                     | Giorgio Cavazzano                                                                | I TL 602-AP   |
| 144 | 6 agosto 1967     | Topolino e il terribile Kala-Mit                                                               | 64 (32 + 32)                                |                    | Guido Martina                        | Romano Scarpa                     | Giorgio Cavazzano                                                                | I TL 610-AP   |
| 145 | 3 settembre 1967  | Zio Paperone e le fragole di Brigitta                                                          | 38                                          |                    | Rodolfo Cimino                       | Romano Scarpa                     | Giorgio Cavazzano                                                                | I TL 614-A    |
| 146 | 17 settembre 1967 | Paperetta Yè Yè e i gatti indossatori                                                          | 22                                          |                    | Romano Scarpa                        | Romano Scarpa                     | Giorgio Cavazzano                                                                | I TL 616-B    |
| 147 | 15 ottobre 1967   | Zio Paperone e i microdollari                                                                  | 29                                          |                    | Rodolfo Cimino e Romano Scarpa       | Romano Scarpa                     | Giorgio Cavazzano                                                                | I TL 620-A    |
| 148 | 29 ottobre 1967   | Zio Paperone e il quadriplicatore                                                              | 27                                          |                    | Rodolfo Cimino                       | Romano Scarpa                     | Giorgio Cavazzano                                                                | I TL 622-B    |
| 149 | 12 novembre 1967  | Paperino e la "Vanessa" esplosiva                                                              | 28                                          |                    | Rodolfo Cimino                       | Romano Scarpa                     | Giorgio Cavazzano                                                                | I TL 624-A    |
| 150 | 26 novembre 1967  | Topolino e la rapina culmine                                                                   | 29                                          |                    | Gian Giacomo Dalmasso                | Romano Scarpa                     | Giorgio Cavazzano                                                                | I TL 626-A    |
| 151 | 3 dicembre 1967   | Pico de Paperis restauratore                                                                   | 21                                          |                    | Osvaldo Pavese                       | Romano Scarpa                     | Giorgio Cavazzano                                                                | I TL 627-A    |
| 152 | 17 dicembre 1967  | Zio Paperone e il sosia elettronico                                                            | 38                                          |                    | Rodolfo Cimino                       | Romano Scarpa                     | Giorgio Cavazzano                                                                | I TL 629-A    |
| 152 | 8 gennaio 1968    | Topolino e il propellente ultrapotente                                                         | 16                                          | Abramo Barosso     | Giampaolo Barosso                    | Romano Scarpa                     | Giorgio Cavazzano                                                                | I TL 632-B    |
| 153 | 14 gennaio 1968   | Topolino e l'enigma della sfinge verde                                                         | 61 (30 + 31)                                |                    | Guido Martina                        | Romano Scarpa                     | Giorgio Cavazzano                                                                | I TL 633-AP   |
| 154 | 25 febbraio 1968  | Zio Paperone e il nemico domestico                                                             | 28                                          |                    | Rodolfo Cimino                       | Romano Scarpa                     | Giorgio Cavazzano e Luciano Capitanio                                            | I TL 639-A    |
| 155 | 3 marzo 1968      | Paperino e l'acqua-cross di Paperopoli                                                         | 28                                          |                    | Rodolfo Cimino                       | Romano Scarpa                     | Giorgio Cavazzano e Luciano Capitanio                                            | I TL 640-A    |
| 156 | 21 aprile 1968    | Zio Paperone e i germogli esplosivi                                                            | 30                                          |                    | Rodolfo Cimino                       | Romano Scarpa                     | Giorgio Cavazzano e Luciano Capitanio                                            | I TL 647-A    |
| 157 | Maggio 1968       | Topolino e lo scarabeo informatore                                                             | 22                                          |                    | Osvaldo Pavese                       | Romano Scarpa                     |                                                                                  | I AT 137-A    |
| 158 | 5 maggio 1968     | Zio Paperone e il segreto di Villa Mistero                                                     | 32                                          |                    | Guido Martina                        | Romano Scarpa                     | Luciano Gatto                                                                    | I TL 649-A    |
| 159 | 2 giugno 1968     | Paperino e il miliardario nostalgico                                                           | 33                                          |                    | Guido Martina                        | Romano Scarpa                     | Luciano Gatto                                                                    | I TL 653-A    |
| 160 | 9 giugno 1968     | Paperino e la cometa atomica                                                                   | 37                                          |                    | Rodolfo Cimino                       | Romano Scarpa                     | Luciano Capitanio                                                                | I TL 654-A    |
| 161 | 9 giugno 1968     | Topolino e la caccia a chissà cosa                                                             | 29                                          | Abramo Barosso     | Giampaolo Barosso                    | Romano Scarpa                     | Giorgio Cavazzano                                                                | I TL 654-B    |
| 162 | 14 luglio 1968    | Zio Paperone e i bracciali dei Mac Paper                                                       | 27                                          |                    | Rodolfo Cimino                       | Romano Scarpa                     | Luciano Gatto                                                                    | I TL 659-B    |
| 163 | 28 luglio 1968    | Paperino e l'aliantiporto                                                                      | 27                                          | Abramo Barosso     | Giampaolo Barosso                    | Romano Scarpa                     | Luciano Capitanio                                                                | I TL 661-A    |
| 164 | 11 agosto 1968    | Zio Paperone e il doppio imbroglio del quadrifoglio                                            | 30                                          |                    | Guido Martina                        | Romano Scarpa                     | Luciano Gatto                                                                    | I TL 663-A    |
| 165 | 8 settembre 1968  | Zio Paperone e il traguardo difficile                                                          | 33                                          | Abramo Barosso     | Giampaolo Barosso                    | Romano Scarpa                     | Luciano Capitanio                                                                | I TL 667-A    |
| 166 | 15 settembre 1968 | Topolino e il colpo perfetto                                                                   | 15                                          |                    | Carlo Chendi                         | Romano Scarpa                     | Giorgio Cavazzano                                                                | I TL 668-C    |
| 167 | 29 settembre 1968 | Topolino e la bussola del Khan                                                                 | 40                                          |                    | Guido Martina                        | Romano Scarpa                     |                                                                                  | I TL 670-A    |
| 168 | 20 ottobre 1968   | Paperino e il bacio della gloria                                                               | 31                                          |                    | Guido Martina                        | Romano Scarpa                     | Luciano Capitanio                                                                | I TL 673-A    |
| 169 | 8 dicembre 1968   | Zio Paperone e il raggiro di Amelia                                                            | 28                                          |                    | Rodolfo Cimino                       | Romano Scarpa                     | Giorgio Cavazzano                                                                | I TL 680-A    |
| 170 | 29 dicembre 1968  | Paperino eroe di Duckburg                                                                      | 31                                          |                    | Osvaldo Pavese                       | Romano Scarpa                     | Giorgio Cavazzano                                                                | I TL 683-A    |
| 171 | 5 gennaio 1969    | Zio Paperone e le patate autosbuccianti                                                        | 28                                          |                    | Rodolfo Cimino                       | Romano Scarpa                     | Giorgio Cavazzano e Luciano Capitanio                                            | I TL 684-A    |
| 172 | 19 gennaio 1969   | Zio Paperone e il maleficio blu                                                                | 28                                          |                    | Rodolfo Cimino                       | Romano Scarpa                     | Luciano Gatto                                                                    | I TL 686-A    |
| 173 | 26 gennaio 1969   | Paperino e il miliardollaro                                                                    | 31                                          |                    | Guido Martina                        | Romano Scarpa                     | Giorgio Cavazzano e Luciano Capitanio                                            | I TL 687-A    |
| 174 | Marzo 1969        | Prologo a "Topolino allo Zecchino d'Oro"                                                       | 9                                           |                    | Guido Martina                        | Romano Scarpa                     | Giorgio Cavazzano                                                                | I TZO 1-A     |
| 175 | Marzo 1969        | Quartetto                                                                                      | 8                                           |                    | Guido Martina                        | Romano Scarpa                     | Giorgio Cavazzano                                                                | I TZO 1-B     |
| 176 | Marzo 1969        | Fiaba                                                                                          | 8                                           |                    | Guido Martina                        | Romano Scarpa                     | Giorgio Cavazzano                                                                | I TZO 1-C     |
| 177 | Marzo 1969        | Stelle                                                                                         | 8                                           |                    | Guido Martina                        | Romano Scarpa                     | Giorgio Cavazzano                                                                | I TZO 1-D     |
| 178 | Marzo 1969        | La giacca rotta                                                                                | 8                                           |                    | Guido Martina                        | Romano Scarpa                     | Giorgio Cavazzano                                                                | I TZO 1-E     |
| 179 | Marzo 1969        | Non lo faccio più                                                                              | 8                                           |                    | Guido Martina                        | Romano Scarpa                     | Giorgio Cavazzano                                                                | I TZO 1-F     |
| 180 | Marzo 1969        | Il pulcino ballerino                                                                           | 8                                           |                    | Guido Martina                        | Romano Scarpa                     | Giorgio Cavazzano                                                                | I TZO 1-G     |
| 181 | Marzo 1969        | Dagli una spinta                                                                               | 8                                           |                    | Guido Martina                        | Romano Scarpa                     | Giorgio Cavazzano                                                                | I TZO 1-H     |
| 182 | Marzo 1969        | I fratelli del Far West                                                                        | 8                                           |                    | Guido Martina                        | Romano Scarpa                     | Giorgio Cavazzano                                                                | I TZO 1-I     |
| 183 | Marzo 1969        | Popoff                                                                                         | 8                                           |                    | Guido Martina                        | Romano Scarpa                     | Giorgio Cavazzano                                                                | I TZO 1-J     |
| 184 | Marzo 1969        | Quarantaquattro gatti                                                                          | 8                                           |                    | Guido Martina                        | Romano Scarpa                     | Giorgio Cavazzano                                                                | I TZO 1-K     |
| 185 | Marzo 1969        | Epilogo di "Topolino allo Zecchino d'Oro"                                                      | 3                                           |                    | Guido Martina                        | Romano Scarpa                     | Giorgio Cavazzano                                                                | I TZO 1-L     |
| 186 | 2 marzo 1969      | Paperino e la elettroperosità                                                                  | 29                                          |                    | Rodolfo Cimino                       | Romano Scarpa                     | Luciano Gatto                                                                    | I TL 692-A    |
| 187 | 9 marzo 1969      | Zio Paperone e il trita-atomi                                                                  | 28                                          |                    | Osvaldo Pavese                       | Romano Scarpa                     | Giorgio Cavazzano e Luciano Capitanio                                            | I TL 693-A    |
| 188 | 23 marzo 1969     | Zio Paperone e la montagna parlante                                                            | 31                                          |                    | Rodolfo Cimino                       | Romano Scarpa                     | Giorgio Cavazzano e Luciano Capitanio                                            | I TL 695-A    |
| 189 | 20 aprile 1969    | Dal diario di Paperina - Aumento di stipendio                                                  | 15                                          |                    | Carlo Chendi                         | Romano Scarpa                     | Giorgio Cavazzano                                                                | I TL 699-B    |
| 190 | 27 aprile 1969    | Zio Paperone e le caldarroste eccezionali                                                      | 28                                          |                    | Rodolfo Cimino                       | Romano Scarpa                     | Luciano Gatto                                                                    | I TL 700-A    |
| 191 | 1º giugno 1969    | Topolino e il "saluto dei Mac Gregor"                                                          | 29                                          | Abramo Barosso     | Giampaolo Barosso                    | Romano Scarpa                     | Giorgio Cavazzano                                                                | I TL 705-D    |
| 192 | 29 giugno 1969    | Zio Paperone e la cornamusa rabdomante                                                         | 27                                          |                    | Rodolfo Cimino                       | Romano Scarpa                     | Giorgio Cavazzano                                                                | I TL 709-A    |
| 193 | 27 luglio 1969    | Zio Paperone e la bocca della verità                                                           | 30                                          |                    | Osvaldo Pavese                       | Romano Scarpa                     | Giorgio Cavazzano (?)                                                            | I TL 713-A    |
| 194 | 31 agosto 1969    | Paperino e la triscaidecafobia                                                                 | 33                                          |                    | Guido Martina                        | Romano Scarpa                     | Giorgio Cavazzano                                                                | I TL 718-A    |
| 195 | 14 settembre 1969 | Paperio e la sposa promessa                                                                    | 32                                          |                    | Romano Scarpa                        | Romano Scarpa                     | Giorgio Cavazzano                                                                | I TL 720-A    |
| 196 | 5 ottobre 1969    | Zio Paperone e i ladroni pennuti                                                               | 29                                          |                    | Romano Scarpa                        | Romano Scarpa                     | Giorgio Cavazzano                                                                | I TL 723-A    |
| 197 | 12 ottobre 1969   | Topolino e la classica su strada                                                               | 27                                          | Abramo Barosso     | Giampaolo Barosso                    | Romano Scarpa                     | Giorgio Cavazzano                                                                | I TL 724-A    |
| 198 | 12 ottobre 1969   | Paperino e l'orso ballerino                                                                    | 16                                          | Abramo Barosso     | Giampaolo Barosso                    | Romano Scarpa                     | Giorgio Cavazzano                                                                | I TL 724-C    |
| 199 | 19 ottobre 1969   | Pippo e l'apatia volontaria                                                                    | 15                                          |                    | Carlo Chendi                         | Romano Scarpa                     | Giorgio Cavazzano                                                                | I TL 725-B    |
| 200 | 26 ottobre 1969   | Zio Paperone e il misterioso Ghepi                                                             | 33                                          |                    | Guido Martina                        | Romano Scarpa                     | Giorgio Cavazzano                                                                | I TL 726-A    |
| 201 | 9 novembre 1969   | Zio Paperone e la vasca dissipatrice                                                           | 30                                          |                    | Romano Scarpa                        | Romano Scarpa                     | Giorgio Cavazzano                                                                | I TL 728-A    |
| 202 | 7 dicembre 1969   | Paperino e gli zoccoli di cristallo                                                            | 30                                          | Abramo Barosso     | Giampaolo Barosso                    | Romano Scarpa                     | Giorgio Cavazzano                                                                | I TL 732-A    |
| 203 | 28 dicembre 1969  | Paperino e la quiete creativa                                                                  | 21                                          |                    | Rodolfo Cimino                       | Romano Scarpa                     | Giorgio Cavazzano                                                                | I TL 735-B    |
| 204 | 11 gennaio 1970   | Paperino e il predominio raggiunto                                                             | 20                                          |                    | Carlo Chendi                         | Romano Scarpa                     | Giorgio Cavazzano                                                                | I TL 737-A    |
| 205 | 22 febbraio 1970  | Paperinik alla riscossa                                                                        | 60 (30 + 30)                                |                    | Guido Martina                        | Romano Scarpa                     | Giorgio Cavazzano                                                                | I TL 743-AP   |
| 206 | 15 marzo 1970     | Paperino e la giornata della bontà                                                             | 36                                          |                    | Guido Martina                        | Romano Scarpa                     | Giorgio Cavazzano                                                                | I TL 746-A    |
| 207 | 5 aprile 1970     | Storia e gloria della dinastia dei paperi: Zio Paperone e il rimbombo lunare                   | 42                                          |                    | Guido Martina                        | Romano Scarpa                     | Giorgio Cavazzano                                                                | I TL 749-A    |
| 208 | 19 aprile 1970    | Zio Paperone e la "copia" prodiga                                                              | 27                                          |                    | Rodolfo Cimino                       | Romano Scarpa                     | Giorgio Cavazzano                                                                | I TL 751-C    |
| 209 | 26 aprile 1970    | Storia e gloria della dinastia dei paperi: Paperon McPaperon e le sterline di Trisnonna Papera | 31                                          |                    | Guido Martina                        | Romano Scarpa                     | Giorgio Cavazzano                                                                | I TL 752-A    |
| 210 | 10 maggio 1970    | Storia e gloria della dinastia dei paperi: Paperino e il fuorilegge di Pensacola               | 31                                          |                    | Guido Martina                        | Romano Scarpa                     | Giorgio Cavazzano                                                                | I TL 754-A    |
| 211 | 17 maggio 1970    | Storia e gloria della dinastia dei paperi: Zio Paperone e i cannoni del Mississippi            | 38                                          |                    | Guido Martina                        | Romano Scarpa                     | Giorgio Cavazzano                                                                | I TL 755-A    |
| 212 | 24 maggio 1970    | Storia e gloria della dinastia dei paperi: Zio Paperone e l'oro del Klondike                   | 39                                          |                    | Guido Martina                        | Romano Scarpa                     | Giorgio Cavazzano                                                                | I TL 756-A    |
| 213 | 14 giugno 1970    | Paperetta e la leggenda del luna park                                                          | 31                                          |                    | Romano Scarpa                        | Romano Scarpa                     | Giorgio Cavazzano                                                                | I TL 759-B    |
| 214 | 26 luglio 1970    | Zio Paperone e il banchetto chic                                                               | 15                                          |                    | Carlo Chendi                         | Romano Scarpa                     | Giorgio Cavazzano                                                                | I TL 765-B    |
| 215 | 9 agosto 1970     | Paperino e l'ostrica d'aprile                                                                  | 29                                          |                    | Guido Martina (?)                    | Romano Scarpa                     | Giorgio Cavazzano                                                                | I TL 767-B    |
| 216 | 20 settembre 1970 | Zio Paperone e il tunnel sotto la Manica                                                       | 69 (34 + 35)                                |                    | Guido Martina                        | Romano Scarpa                     | Giorgio Cavazzano                                                                | I TL 773-AP   |
| 217 | 29 novembre 1970  | Paperino e i ladri di bestiame                                                                 | 14                                          |                    | Carlo Chendi                         | Romano Scarpa                     | Giorgio Cavazzano                                                                | I TL 783-A    |
| 218 | 13 dicembre 1970  | Zio Paperone e la micropubblicità perniciosa                                                   | 30                                          |                    | Rodolfo Cimino                       | Romano Scarpa                     | Giorgio Cavazzano                                                                | I TL 785-A    |
| 219 | 20 dicembre 1970  | Zio Paperone e il cibo degli dei                                                               | 31                                          | Abramo Barosso     | Giampaolo Barosso                    | Romano Scarpa                     | Giorgio Cavazzano                                                                | I TL 786-A    |
| 220 | 3 gennaio 1971    | Paperinik torna a colpire                                                                      | 63 (31 + 32)                                |                    | Guido Martina                        | Romano Scarpa                     | Giorgio Cavazzano                                                                | I TL 788-AP   |
| 221 | 31 gennaio 1971   | Zio Paperone e le scarpe integrate                                                             | 37                                          |                    | Rodolfo Cimino                       | Romano Scarpa                     | Giorgio Cavazzano                                                                | I TL 792-A    |
| 222 | 21 febbraio 1971  | Paperino e la grande rapina di Tucson                                                          | 52 (27 + 25)                                |                    | Guido Martina                        | Romano Scarpa                     | Giorgio Cavazzano                                                                | I TL 795-AP   |
| 223 | 28 marzo 1971     | Zio Paperone e il drakkar volante                                                              | 54 (26 + 28)                                |                    | Guido Martina                        | Romano Scarpa                     | Giorgio Cavazzano                                                                | I TL 800-AP   |
| 224 | 18 aprile 1971    | Gastone e la vittoria di Pirro                                                                 | 16                                          |                    | Rodolfo Cimino                       | Romano Scarpa                     | Giorgio Cavazzano                                                                | I TL 803-A    |
| 225 | 16 gennaio 1972   | Topolino e la compagnia dei dilettanti                                                         | 32                                          |                    | Osvaldo Pavese (?)                   | Romano Scarpa                     | Lucio Michieli                                                                   | I TL 842-A    |
| 226 | 16 gennaio 1972   | Zio Paperone e il ritratto a olio                                                              | 13                                          |                    | Carlo Chendi                         | Romano Scarpa                     | Lucio Michieli                                                                   | I TL 842-B    |
| 227 | 23 gennaio 1972   | Pippo e la caccia all'indiano                                                                  | 20                                          |                    | Carlo Chendi                         | Romano Scarpa                     | Lucio Michieli                                                                   | I TL 843-A    |
| 228 | 20 febbraio 1972  | Paperino e l'intervista sballata                                                               | 15                                          |                    | Carlo Chendi                         | Romano Scarpa                     | Lucio Michieli                                                                   | I TL 847-D    |
| 229 | 23 luglio 1972    | Pippo e i parastinchi di Olympia                                                               | 134                                         |                    | Romano Scarpa                        | Romano Scarpa                     | Giorgio Cavazzano                                                                | I CWD 45-A    |
| 230 | 6 agosto 1972     | Zio Paperone e la formula della sfortuna                                                       | 33                                          | Abramo Barosso     | Giampaolo Barosso                    | Romano Scarpa                     | Giorgio Cavazzano                                                                | I TL 871-A    |
| 231 | 17 settembre 1972 | Paperettà Yè-Yè e il ricettario abbuffatorio                                                   | 33                                          |                    | Romano Scarpa                        | Romano Scarpa                     | Giorgio Cavazzano                                                                | I TL 877-A    |
| 232 | 1º ottobre 1972   | Paperino e la norma delle regole                                                               | 37                                          |                    | Guido Martina                        | Romano Scarpa                     | Giorgio Cavazzano                                                                | I TL 879-A    |
| 233 | 10 dicembre 1970  | Topolino e il "colpo" impossibile                                                              | 34                                          |                    | Osvaldo Pavese                       | Romano Scarpa                     | Giorgio Cavazzano                                                                | I TL 889-A    |
| 234 | 14 gennaio 1973   | Topolino e l'avventura del pesce-robot                                                         | 60 (30 + 30)                                |                    | Guido Martina                        | Romano Scarpa                     | Giorgio Cavazzano e Sandro Zemolin                                               | I TL 894-AP   |
| 235 | 21 gennaio 1973   | Zio Paperone e il tesoro di Atlantide                                                          | 35                                          |                    | Jerry Siegel                         | Romano Scarpa                     | Sandro Del Conte                                                                 | I TL 895-B    |
| 236 | 4 marzo 1973      | Zio Paperone e il grande concerto                                                              | 30                                          |                    | Andrea Fanton                        | Romano Scarpa                     | Sandro Zemolin                                                                   | I TL 901-A    |
| 237 | 1º aprile 1973    | Topolino e lo strano caso del furgone scomparso                                                | 37                                          |                    | Guido Martina                        | Romano Scarpa                     | Sandro Del Conte                                                                 | I TL 905-A    |
| 238 | 13 maggio 1973    | Zio Paperone e la scorribanda nei secoli                                                       | 32                                          |                    | Jerry Siegel                         | Romano Scarpa                     | Sandro Del Conte                                                                 | I TL 911-C    |
| 239 | 15 luglio 1973    | Zio Paperone e i "desperados" di Paperopoli                                                    | 37                                          |                    | Guido Martina                        | Romano Scarpa                     | Sandro Del Conte                                                                 | I TL 920-A    |
| 240 | 22 luglio 1973    | Paperino e l'isola dei capoccioni                                                              | 38                                          |                    | Rodolfo Cimino                       | Romano Scarpa                     | Sandro Del Conte e Sandro Zemolin                                                | I TL 921-A    |
| 241 | 19 agosto 1973    | Topolino ranger dello spazio                                                                   | 32                                          |                    | Jerry Siegel                         | Romano Scarpa                     | Sandro Del Conte                                                                 | I TL 925-D    |
| 242 | 16 settembre 1973 | Paperino spia                                                                                  | 32                                          |                    | Jerry Siegel                         | Romano Scarpa                     | Sandro Zemolin                                                                   | I TL 929-A    |
| 243 | 21 ottobre 1973   | Topolino e il gioco made in Japan                                                              | 31                                          |                    | Andrea Fanton                        | Romano Scarpa                     | Sandro Del Conte                                                                 | I TL 934-D    |
| 244 | 28 ottobre 1973   | Zio Paperone e il dono prestigioso                                                             | 33                                          | Abramo Barosso     | Giampaolo Barosso                    | Romano Scarpa                     | Sandro Del Conte                                                                 | I TL 935-C    |
| 245 | 2 dicembre 1973   | Zio Paperone e l'elmo del comando                                                              | 54 (26 + 28)                                |                    | Rodolfo Cimino                       | Romano Scarpa                     | Sandro Del Conte                                                                 | I TL 940-AP   |
| 246 | 13 gennaio 1974   | Zio Paperone e la minaccia monetaria                                                           | 45                                          |                    | Jerry Siegel                         | Romano Scarpa                     | Sandro Del Conte                                                                 | I TL 946-A    |
| 247 | 10 marzo 1974     | Pippo e il ricostituente a ripetizione                                                         | 29                                          |                    | Michele Gazzarri                     | Romano Scarpa                     | Sandro Del Conte                                                                 | I TL 954-C    |
| 248 | 31 marzo 1974     | Zio Paperone e la battaglia monumentale                                                        | 21                                          |                    | Michele Gazzarri                     | Romano Scarpa                     | Sandro Del Conte                                                                 | I TL 957-A    |
| 249 | 7 aprile 1974     | Zio Paperone e il galateo massacrante                                                          | 28                                          |                    | Giorgio Pezzin                       | Romano Scarpa                     | Sandro Del Conte                                                                 | I TL 958-A    |
| 250 | Maggio 1974       | Paperino ai Mondiali di Calcio                                                                 | 92                                          |                    | Romano Scarpa                        | Romano Scarpa                     | Sandro Del Conte                                                                 | I CWD 54-A    |
| 251 | Luglio 1974       | Paperino e la perfetta letizia                                                                 | 29                                          |                    | Rodolfo Cimino                       | Romano Scarpa                     | Sandro Del Conte                                                                 | I AT 211-A    |
| 252 | 29 luglio 1974    | Topolino e i rotoli del museo                                                                  | 30                                          |                    | Bruno Mandelli                       | Romano Scarpa                     | Sandro Del Conte                                                                 | I TL 974-A    |
| 253 | 15 settembre 1974 | Zio Paperone e il deposito elettronico                                                         | 33                                          |                    | Giorgio Pezzin                       | Romano Scarpa                     | Sandro Del Conte                                                                 | I TL 981-A    |
| 254 | 6 ottobre 1974    | Gastone e il chiodo paperingio                                                                 | 30                                          |                    | Maria Luisa Ciceri                   | Romano Scarpa                     | Sandro Del Conte                                                                 | I TL 984-A    |
| 255 | 13 ottobre 1974   | Qui, Quo, Qua e la guerra dei manuali                                                          | 28                                          |                    | Rodolfo Cimino                       | Romano Scarpa                     | Sandro Del Conte                                                                 | I TL 985-C    |
| 256 | 3 novembre 1974   | Zio Paperone e la primavera in bottiglia                                                       | 26                                          |                    | Bruno Mandelli                       | Romano Scarpa                     | Sandro Del Conte                                                                 | I TL 988-C    |
| 257 | 10 novembre 1974  | Paperino e la voce che venne dal nulla                                                         | 34                                          |                    | Jerry Siegel                         | Romano Scarpa                     | Sandro Del Conte                                                                 | I TL 989-A    |
| 258 | 1º dicembre 1974  | Topolino e il ladro di scarpe                                                                  | 28                                          |                    | Michele Gazzarri                     | Romano Scarpa                     | Sandro Del Conte                                                                 | I TL 992-A    |
| 259 | 8 dicembre 1974   | Zio Paperone e il viaggio nel paese-che-non-c'è                                                | 30                                          |                    | Jerry Siegel                         | Romano Scarpa                     | Sandro Del Conte                                                                 | I TL 993-A    |
| 260 | 29 dicembre 1974  | Paperino legionario                                                                            | 30                                          |                    | Jerry Siegel                         | Romano Scarpa                     | Sandro Del Conte                                                                 | I TL 996-A    |
| 261 | 26 gennaio 1975   | Zio Paperone e i funghi dei Nibelunghi                                                         | 31                                          |                    | Guido Martina (?)                    | Romano Scarpa                     | Sandro Del Conte                                                                 | I TL 1000-A   |
| 262 | 26 gennaio 1975   | Zio Paperone braccato speciale                                                                 | 23                                          |                    | Romano Scarpa                        | Romano Scarpa                     | Sandro Del Conte                                                                 | I TL 1000-C   |
| 263 | 9 marzo 1975      | Zio Paperone e la festa favolosa                                                               | 31                                          |                    | Gian Giacomo Dalmasso                | Romano Scarpa                     | Sandro Del Conte                                                                 | I TL 1006-A   |
| 264 | 20 aprile 1975    | Zio Paperone e il tesoro degli Amurei                                                          | 40                                          |                    | Rodolfo Cimino                       | Romano Scarpa                     | Sandro Del Conte                                                                 | I TL 1012-B   |
| 265 | Maggio 1975       | Topolino e la piramide di Marsethe IV                                                          | 29                                          |                    | Michele Gazzarri                     | Romano Scarpa                     | Sandro Del Conte                                                                 | I AT 221-A    |
| 266 | 29 giugno 1975    | Pippo e la grande minaccia                                                                     | 32                                          |                    | Romano Scarpa                        | Romano Scarpa                     | Sandro Del Conte                                                                 | I TL 1022-A   |
| 267 | 3 agosto 1975     | Topolino e la "Magnon 777"                                                                     | 60 (30 + 30)                                |                    | Romano Scarpa                        | Romano Scarpa                     | Sandro Del Conte                                                                 | I TL 1027-AP  |
| 268 | 26 ottobre 1975   | Topolino e gli uomini-ostrica                                                                  | 40                                          |                    | Romano Scarpa                        | Romano Scarpa                     | Sandro Del Conte                                                                 | I TL 1039-A   |
| 269 | 7 dicembre 1975   | Zio Paperone e il "gorilla" meccanico                                                          | 33                                          |                    | Romano Scarpa                        | Romano Scarpa                     | Sandro Del Conte                                                                 | I TL 1045-A   |
| 270 | 21 dicembre 1975  | Topolino e il cavatappi di Tuzco                                                               | 33                                          |                    | Romano Scarpa                        | Romano Scarpa                     | Sandro Del Conte                                                                 | I TL 1047-C   |
| 271 | 28 dicembre 1975  | Topolino e il rampollo di Gancio                                                               | 33                                          |                    | Romano Scarpa                        | Romano Scarpa                     | Sandro Del Conte                                                                 | I TL 1048-B   |
| 272 | 26 marzo 1976     | Zio Paperone e il casco d'oro                                                                  | 75 (40 + 35)                                |                    | Romano Scarpa                        | Romano Scarpa                     | Sandro Zemolin                                                                   | I TL 1061-AP  |
| 273 | 26 marzo 1976     | Topolino e il villino da sogno                                                                 | 23                                          |                    | Romano Scarpa                        | Romano Scarpa                     | Sandro Zemolin                                                                   | I TL 1061-B   |
| 273 | 11 aprile 1976    | Gancio e il ponte di Losaulito                                                                 | 25                                          |                    | Romano Scarpa                        | Romano Scarpa                     | Sandro Zemolin                                                                   | I TL 1063-B   |
| 274 | 20 giugno 1976    | Topolino e i bottoni imperiali                                                                 | 35                                          |                    | Romano Scarpa                        | Romano Scarpa                     | Sandro Zemolin                                                                   | I TL 1073-A   |
| 275 | 22 agosto 1976    | Zio Paperone e le palme da colla                                                               | 35                                          |                    | Romano Scarpa                        | Romano Scarpa                     | Sandro Zemolin                                                                   | I TL 1082-A   |
| 276 | 5 settembre 1976  | Zio Paperone e l'energia elettrittica                                                          | 35                                          |                    | Romano Scarpa                        | Romano Scarpa                     | Sandro Zemolin                                                                   | I TL 1084-A   |
| 277 | 17 ottobre 1976   | Topolino e la "Stella del Sud"                                                                 | 31                                          |                    | Romano Scarpa                        | Romano Scarpa                     | Sandro Zemolin                                                                   | I TL 1090-A   |
| 278 | 24 ottobre 1976   | Zio Paperone e il codice degli affari                                                          | 33                                          |                    | Romano Scarpa                        | Romano Scarpa                     | Sandro Zemolin                                                                   | I TL 1091-A   |
| 279 | 9 gennaio 1977    | Topolino e il "Pippo-lupo"                                                                     | 35                                          |                    | Romano Scarpa                        | Romano Scarpa                     | Sandro Del Conte                                                                 | I TL 1102-B   |
| 280 | 27 febbraio 1977  | Zio Paperone e il deposito piramidale                                                          | 32                                          |                    | Romano Scarpa                        | Romano Scarpa                     | Sandro Zemolin                                                                   | I TL 1109-B   |
| 281 | 4 aprile 1977     | Topolino e il "carousel" dei furti                                                             | 32                                          |                    | Romano Scarpa                        | Romano Scarpa                     | Sandro Del Conte                                                                 | I TL 1114-B   |
| 282 | 12 giugno 1977    | Topolino e le "pedine" dell'emiro                                                              | 38                                          |                    | Romano Scarpa                        | Romano Scarpa                     | Sandro Del Conte                                                                 | I TL 1124-A   |
| 283 | 3 luglio 1977     | Zio Paperone e il veggente dei guadagni                                                        | 32                                          |                    | Romano Scarpa                        | Romano Scarpa                     | Sandro Del Conte                                                                 | I TL 1127-B   |
| 284 | 7 agosto 1977     | Zio Paperone e il tesoro di Tecumseh                                                           | 25                                          |                    | Romano Scarpa                        | Romano Scarpa                     | Sandro Del Conte                                                                 | I TL 1132-B   |
| 285 | 10 settembre 1978 | Zio Paperone e l'acqua quietante                                                               | 61 (31 + 30)                                |                    | Romano Scarpa                        | Romano Scarpa                     | Sandro Zemolin                                                                   | I TL 1189-AP  |
| 286 | 19 novembre 1978  | Topolino e la formula fonica                                                                   | 31                                          |                    | Romano Scarpa                        | Romano Scarpa                     | Sandro Zemolin                                                                   | I TL 1199-A   |
| 287 | 10 dicembre 1978  | Zio Paperone e il tesoro di Montezuma                                                          | 35                                          |                    | Guido Martina                        | Romano Scarpa                     | Sandro Zemolin                                                                   | I TL 1202-A   |
| 288 | 17 dicembre 1978  | Topolino e il mini-safari ecologico                                                            | 35                                          |                    | Guido Martina                        | Romano Scarpa                     | Sandro Del Conte                                                                 | I TL 1203-B   |
| 289 | 11 febbraio 1979  | Topolino e le impronte rivelatrici                                                             | 33                                          |                    | Guido Martina                        | Romano Scarpa                     | Sandro Del Conte                                                                 | I TL 1211-A   |
| 290 | 1º aprile 1979    | Topolino e le metamorfosi di Zombi                                                             | 32                                          |                    | Guido Martina                        | Romano Scarpa                     | Sandro Del Conte                                                                 | I TL 1218-B   |
| 291 | 13 maggio 1979    | Paperino e il record forzato                                                                   | 20                                          |                    | Romano Scarpa                        | Romano Scarpa                     | Sandro Del Conte                                                                 | I TL 1224-A   |
| 292 | 20 maggio 1979    | Topolino e i segreti di Casadiavolo                                                            | 63 (31 + 32)                                |                    | Guido Martina                        | Romano Scarpa                     | Sandro Del Conte                                                                 | I TL 1225-AP  |
| 293 | 8 agosto 1979     | Paperino e il tiranno del Nord                                                                 | 66 (33 + 33)                                |                    | Romano Scarpa                        | Romano Scarpa                     | Sandro Del Conte                                                                 | I TL 1236-AP  |
| 294 | 9 settembre 1979  | L'amorosa istoria di Papero Meo e Gioietta Paperina                                            | 15                                          |                    | Guido Martina                        | Romano Scarpa                     | Sandro Del Conte                                                                 | I TV 79036-1  |
| 295 | 25 novembre 1979  | Topolino e il mito di Gancio                                                                   | 35                                          |                    | Romano Scarpa                        | Romano Scarpa                     | Sandro Del Conte                                                                 | I TL 1252-A   |
| 296 | 2 dicembre 1979   | Topolino e gli Ufo-Pirati di Topolunia                                                         | 34                                          |                    | Guido Martina                        | Romano Scarpa                     | Sandro Del Conte                                                                 | I TL 1253-A   |
| 297 | 13 gennaio 1980   | Zio Paperone e l'indagine Foxan                                                                | 34                                          |                    | Romano Scarpa                        | Romano Scarpa                     | Sandro Del Conte                                                                 | I TL 1259-A   |
| 298 | 3 febbraio 1980   | Topolino e il dilemma dei cargo                                                                | 35                                          |                    | Romano Scarpa                        | Romano Scarpa                     | Sandro Del Conte                                                                 | I TL 1262-A   |
| 299 | 30 marzo 1980     | Zio Paperone e la febbre del rodio                                                             | 68 (35 + 33)                                |                    | Romano Scarpa                        | Romano Scarpa                     | Sandro Del Conte                                                                 | I TL 1270-AP  |
| 300 | 15 giugno 1980    | Topolino e lo straordinario "Stravigarius"                                                     | 66 (33 + 33)                                |                    | Romano Scarpa                        | Romano Scarpa                     | Sandro Del Conte                                                                 | I TL 1281-AP  |
| 301 | 14 settembre 1980 | Zio Paperone e il nipote ideale                                                                | 38                                          |                    | Romano Scarpa                        | Romano Scarpa                     | Sandro Del Conte                                                                 | I TL 1294-A   |
| 302 | 2 novembre 1980   | Topolino e la quiete lacustre                                                                  | 35                                          |                    | Romano Scarpa                        | Romano Scarpa                     | Sandro Del Conte                                                                 | I TL 1301-A   |
| 303 | 22 febbraio 1981  | Storie stellari: Paperobot contro i Paperoidi                                                  | 71 (37 + 34)                                |                    | Romano Scarpa                        | Romano Scarpa                     | Sandro Del Conte                                                                 | I TL 1317-AP  |
| 304 | 21 giugno 1981    | C'era una volta nel West... - Paperino e la linea della fortuna                                | 25                                          |                    | Guido Martina                        | Romano Scarpa                     | Sandro Del Conte                                                                 | I TL 1334-A   |
| 305 | 19 luglio 1981    | Zio Paperone e i semi delle Esperidi                                                           | 35                                          |                    | Romano Scarpa                        | Romano Scarpa                     | Sandro Del Conte                                                                 | I TL 1338-A   |
| 306 | 23 agosto 1981    | Topolino e il diabolico complotto                                                              | 25                                          |                    | Guido Martina                        | Romano Scarpa                     | Sandro Del Conte                                                                 | I TL 1343-A   |
| 307 | 27 settembre 1981 | Topolino e il pozzo di San Patrizio                                                            | 25                                          |                    | Guido Martina                        | Romano Scarpa                     | Sandro Del Conte                                                                 | I TL 1348-A   |
| 308 | 2 maggio 1982     | Zio Paperone e il tempo del tè                                                                 | 23                                          |                    | Frank Gordon Payne                   | Romano Scarpa                     | Sandro Del Conte                                                                 | I TL 1379-B   |
| 309 | 6 giugno 1982     | Brigitta e lo "scoop" sensazionale                                                             | 31                                          |                    | Romano Scarpa                        | Romano Scarpa                     | Sandro Del Conte                                                                 | I TL 1384-A   |
| 310 | 18 luglio 1982    | Topolino e la favolosa erba voglio                                                             | 25                                          |                    | Guido Martina                        | Romano Scarpa                     | Sandro Del Conte                                                                 | I TL 1390-A   |
| 311 | 28 novembre 1982  | La storia di Marco Polo detta Il Milione                                                       | 126 (30 + 30 + 32 + 34)                     | Guido Martina      | Guido Martina e Romano Scarpa        | Romano Scarpa                     | Sandro Del Conte                                                                 | I TL 1409-AP  |
| 312 | 17 luglio 1983    | Topolino in: C'è dollaro e dollaro!                                                            | 26                                          |                    | Angelo Palmas                        | Romano Scarpa                     | Sandro Del Conte                                                                 | I TL 1442-A   |
| 313 | 23 agosto 1983    | Topolino e l'idolo vulcanico                                                                   | 34                                          |                    | Romano Scarpa                        | Romano Scarpa                     | Sandro Del Conte                                                                 | I TL 1447-A   |
| 314 | Settembre 1983    | Topolino e la regina d'Africa                                                                  | 32                                          |                    | Romano Scarpa                        | Romano Scarpa                     | Sandro Del Conte                                                                 | I TP 6-1      |
| 315 | 25 settembre 1983 | Zio Paperone e le piantagioni polari                                                           | 34                                          |                    | Giorgio Pezzin                       | Romano Scarpa                     | Sandro Del Conte                                                                 | I TL 1452-B   |
| 316 | 13 novembre 1983  | Topolino e il fantastico "Tokamak"                                                             | 35                                          |                    | Giorgio Pezzin                       | Romano Scarpa                     | Sandro Del Conte                                                                 | I TL 1459-A   |
| 317 | 1º gennaio 1984   | Topolino e la breve "vacanza"                                                                  | 32                                          |                    | Bruno Concina                        | Romano Scarpa                     | Franco Valentini                                                                 | I TL 1466-A   |
| 318 | 15 gennaio 1984   | Topolino e le rane saltatrici                                                                  | 57 (30 + 27)                                |                    | Romano Scarpa                        | Romano Scarpa                     | Sandro Del Conte                                                                 | I TL 1468-AP  |
| 319 | 26 febbraio 1984  | Topolino e il ferro d'oro                                                                      | 44                                          |                    | Romano Scarpa                        | Romano Scarpa                     | Sandro Del Conte                                                                 | I TL 1474-A   |
| 320 | Luglio 1984       | Seguito di "Pippo e i parastinchi di Olympia"                                                  | 19                                          |                    | Romano Scarpa                        | Romano Scarpa                     | Sandro Del Conte                                                                 | I CD 91-B     |
| 321 | 12 agosto 1984    | Zio Paperone e il ferragosto in città                                                          | 32                                          |                    | Bruno Concina                        | Romano Scarpa                     | Sandro Del Conte                                                                 | I TL 1498-A   |
| 322 | 30 dicembre 1984  | Buck alias Pluto e il richiamo della foresta                                                   | 52 (27 + 25)                                |                    | Guido Martina                        | Romano Scarpa                     | Sandro Del Conte                                                                 | I TL 1518-AP  |
| 323 | 10 febbraio 1985  | Venezia e i tesori De' Paperoni                                                                | 43 (20 + 23)                                |                    | Romano Scarpa                        | Romano Scarpa                     | Sandro Del Conte                                                                 | I TL 1524-AP  |
| 324 | 10 marzo 1985     | Topolino e la vacanza da nababbi                                                               | 30                                          |                    | Staff di IF                          | Romano Scarpa                     | Franco Valentini                                                                 | I TL 1528-A   |
| 325 | 5 maggio 1985     | Topolino dietro il sipario                                                                     | 32                                          |                    | Romano Scarpa                        | Romano Scarpa                     | Sandro Del Conte                                                                 | I TL 1536-A   |
| 326 | 23 giugno 1985    | Topolino e il vandalo del plenilunio                                                           | 55 (27 + 28)                                |                    | Giorgio Ferrari                      | Romano Scarpa                     | Sandro Del Conte                                                                 | I TL 1543-AP  |
| 327 | 22 dicembre 1985  | Paperino e il Natale... spaziale                                                               | 28                                          |                    | Massimo Marconi                      | Romano Scarpa                     | Sandro Del Conte                                                                 | I TL 1569-C   |
| 328 | 5 gennaio 1986    | I 7 Nani e il cristallo di Re Arbor                                                            | 33                                          |                    | Romano Scarpa                        | Romano Scarpa                     | Sandro Del Conte                                                                 | I TL 1571-A   |
| 329 | 9 marzo 1986      | Topolino e il mostro del lago                                                                  | 39                                          |                    | Giorgio Pezzin                       | Romano Scarpa                     | Sandro Del Conte                                                                 | I TL 1580-A   |
| 330 | 23 marzo 1986     | Topolino e gli invasori preistorici                                                            | 31                                          |                    | Giorgio Pezzin                       | Romano Scarpa                     | Sandro Del Conte                                                                 | I TL 1582-B   |
| 331 | 18 maggio 1986    | Zio Paperone e le case a incastro                                                              | 29                                          |                    | Frank Gordon Payne                   | Maurizio Amendola e Romano Scarpa |                                                                                  | I TL 1590-A   |
| 332 | 9 settembre 1986  | Paperino e Paperoga animatori turistici                                                        | 30                                          |                    | Giorgio Pezzin                       | Sandro Del Conte e Romano Scarpa  |                                                                                  | I TL 1606-A   |
| 333 | 14 settembre 1986 | Zio Paperone e il giardino pietrificato                                                        | 33                                          |                    | Fabio Michelini                      | Maurizio Amendola e Romano Scarpa |                                                                                  | I TL 1607-A   |
| 334 | 21 settembre 1986 | Topolino e i quattro fedelissimi                                                               | 31                                          |                    | Maurizio Amendola                    | Maurizio Amendola e Romano Scarpa |                                                                                  | I TL 1608-B   |
| 335 | 16 novembre 1986  | Zio Paperone e il recupero del Paperic                                                         | 68 (30 + 38)                                |                    | Giorgio Pezzin                       | Romano Scarpa                     | Sandro Del Conte                                                                 | I TL 1616-AP  |
| 336 | 28 dicembre 1986  | I 7 Nani e la fonte meravigliosa                                                               | 44                                          |                    | Romano Scarpa                        | Romano Scarpa                     | Sandro del Conte                                                                 | I TL 1622-A   |
| 337 | 11 gennaio 1987   | Zio Paperone e i piselli spaziali                                                              | 33                                          |                    | Maurizio Amendola                    | Maurizio Amendola e Romano Scarpa |                                                                                  | I TL 1624-A   |
| 338 | 8 febbraio 1987   | Zio Paperone e la giornata storta                                                              | 30                                          |                    | Staff di IF                          | Sandro Del Conte e Romano Scarpa  |                                                                                  | I TL 1628-A   |
| 339 | 22 febbraio 1987  | Dal diario di Paperina - Le telericette                                                        | 26                                          |                    | Carlo Panaro                         | Romano Scarpa                     | Sandro Del Conte                                                                 | I TL 1630-A   |
| 340 | 29 marzo 1987     | Paperino e la muscolomania                                                                     | 30                                          |                    | Giorgio Pezzin                       | Maurizio Amendola e Romano Scarpa |                                                                                  | I TL 1635-C   |
| 341 | 19 aprile 1987    | Paperino e la sfortuna storica                                                                 | 25                                          |                    | Claudia Salvatori                    | Romano Scarpa                     | Sandro Del Conte                                                                 | I TL 1638-C   |
| 342 | 3 maggio 1987     | Paperino e il dipinto ingannatore                                                              | 29                                          |                    | Carlo Panaro                         | Maurizio Amendola e Romano Scarpa |                                                                                  | I TL 1640-B   |
| 343 | 31 maggio 1987    | Paperino e la notte... lupina                                                                  | 27                                          |                    | Carlo Panaro                         | Sandro Del Conte e Romano Scarpa  |                                                                                  | I TL 1644-B   |
| 344 | 7 giugno 1987     | Zio Paperone e il supermaxiassegno                                                             | 32                                          |                    | Maurizio Amendola                    | Maurizio Amendola e Romano Scarpa |                                                                                  | I TL 1645-A   |
| 345 | 12 luglio 1987    | Paperino e il trono in... ombra                                                                | 32                                          |                    | Piero Degli Antoni                   | Maurizio Amendola e Romano Scarpa |                                                                                  | I TL 1650-A   |
| 346 | 13 settembre 1987 | Zio Paperone e l'oroscopo elettronico                                                          | 29                                          |                    | Piero Degli Antoni                   | Maurizio Amendola e Romano Scarpa |                                                                                  | I TL 1659-A   |
| 347 | 20 settembre 1987 | Paperina e lo charme finanziario                                                               | 27                                          |                    | Paolo Crecchi                        | Sandro Del Conte e Romano Scarpa  |                                                                                  | I TL 1660-B   |
| 348 | 4 ottobre 1987    | Paperino e il pozzo senza fondo                                                                | 27                                          |                    | Pier Francesco Prosperi              | Maurizio Amendola e Romano Scarpa |                                                                                  | I TL 1662-B   |
| 349 | 8 novembre 1987   | Zio Paperone e i funghi canterini                                                              | 29                                          |                    | Sisto Nigro                          | Maurizio Amendola e Romano Scarpa |                                                                                  | I TL 1667-B   |
| 350 | 15 novembre 1987  | Dal diario di Paperina - La macchina giocografica                                              | 28                                          |                    | Carlo Panaro                         | Sandro Del Conte e Romano Scarpa  |                                                                                  | I TL 1668-B   |
| 351 | 6 dicembre 1987   | Zio Paperone e il labirintifurto                                                               | 31                                          |                    | Maurizio Amendola                    | Maurizio Amendola e Romano Scarpa |                                                                                  | I TL 1671-B   |
| 352 | 24 gennaio 1988   | Paperino e il naufragio delle buone maniere                                                    | 21                                          |                    | Rodolfo Cimino                       | Maurizio Amendola e Romano Scarpa |                                                                                  | I TL 1678-B   |
| 353 | 21 febbraio 1988  | Zio Paperone e la concorrenza sottomarina                                                      | 28                                          |                    | Rodolfo Cimino                       | Maurizio Amendola e Romano Scarpa |                                                                                  | I TL 1682-B   |
| 354 | 27 marzo 1988     | Zio Paperone e il segreto del Nahuas                                                           | 30                                          |                    | Gabriella Damianovich                | Sandro Del Conte e Romano Scarpa  |                                                                                  | I TL 1687-A   |
| 355 | 10 aprile 1988    | Topolino e la giornata storta                                                                  | 25                                          |                    | Maurizio Amendola                    | Maurizio Amendola e Romano Scarpa |                                                                                  | I TL 1689-A   |
| 356 | 31 luglio 1988    | Paperolimpiadi                                                                                 | 250 (35 + 28 + 32 + 34 + 30 + 29 + 38 + 24) |                    | Romano Scarpa                        | Romano Scarpa                     | Sandro Del Conte, Maurizio Amendola, Lucio Michieli, Valerio Held, Luciano Gatto | I TL 1705-AP  |
| 357 | 1º gennaio 1989   | Zio Paperone e la gelosia gastronomica                                                         | 31                                          |                    | Alessandro Bencivenni                | Romano Scarpa                     | Lucio Michieli                                                                   | I TL 1727-A   |
| 358 | 4 giugno 1989     | Zio Paperone e il sogno nel cassetto                                                           | 28                                          |                    | Carlo Panaro                         | Romano Scarpa                     | Lucio Michieli                                                                   | I TL 1749-C   |
| 359 | 23 luglio 1989    | Topolino capostazione                                                                          | 35                                          |                    | Bruno Concina                        | Romano Scarpa                     | Lucio Michieli                                                                   | I TL 1756-A   |
| 360 | 30 luglio 1989    | Pippo & Gancio fast food                                                                       | 30                                          |                    | Carlo Panaro                         | Romano Scarpa                     | Lucio Michieli                                                                   | I TL 1757-A   |
| 361 | 13 agosto 1989    | Zio Paperone e l'inversione cromatica                                                          | 34                                          |                    | Carlo Panaro                         | Romano Scarpa                     | Lucio Michieli                                                                   | I TL 1759-A   |
| 362 | 15 ottobre 1989   | Zio Paperone e il "tradimento" di Brigitta                                                     | 30                                          |                    | Claudia Salvatori                    | Romano Scarpa                     | Lucio Michieli                                                                   | I TL 1768-A   |
| 363 | 31 dicembre 1989  | Topolino e l'enigma di Brigaboom                                                               | 134 (10 x 12 + 14)                          |                    | Romano Scarpa                        | Romano Scarpa                     | Lucio Michieli e Maurizio Amendola                                               | I TL 1779-BP  |
| 364 | 27 maggio 1990    | Topolino e la banda dello sternuto                                                             | 121 (11 x 11)                               |                    | Romano Scarpa                        | Romano Scarpa                     | Lucio Michieli                                                                   | I TL 1800-BP  |
| 365 | 2 giugno 1991     | Topolino e gli Uomini-Vespa                                                                    | 107 (21 x 3 + 11 x 4)                       |                    | Romano Scarpa                        | Romano Scarpa                     | Lucio Michieli                                                                   | I TL 1853-BP  |
| 366 | 15 marzo 1992     | I paperi di Paperopoli alla conquista del mitico ticket                                        | 76 (18 + 18 + 20 + 20)                      |                    | Romano Scarpa                        | Romano Scarpa                     | Lucio Michieli                                                                   | I TL 1894-BP  |
| 367 | 19 novembre 1992  | Topolino in: Ciao, Minnotchka!                                                                 | 108 (27 + 29 + 29 + 23)                     |                    | Romano Scarpa                        | Romano Scarpa                     | Lucio Michieli                                                                   | I TL 1929-BP  |
| 368 | 2 gennaio 1994    | Paperino e Gastone... scherzi a parte!                                                         | 31                                          |                    | Fabio Michelini                      | Romano Scarpa                     | Lucio Michieli                                                                   | I TL 1988-B   |
| 369 | 27 febbraio 1994  | Chi ha rubato Topolino 2000?                                                                   | 99 (24 + 20 + 17 + 18 + 20)                 |                    | Carlo Panaro                         | Romano Scarpa                     | Lucio Michieli                                                                   | I TL 1996-CP  |
| 370 | 13 marzo 1994     | Topolino e il diario segreto di Zia Topolinda                                                  | 37                                          |                    | Claudia Salvatori                    | Romano Scarpa                     | Lucio Michieli                                                                   | I TL 1998-A   |
| 371 | 26 luglio 1994    | Topolino e l'artista vagabondo                                                                 | 63 (28 + 35)                                |                    | Carlo Panaro                         | Romano Scarpa                     | Lucio Michieli                                                                   | I TL 2017-1   |
| 372 | 3 gennaio 1995    | Topolino e l'imperatore della risata                                                           | 44 (22 + 22)                                |                    | Carlo Panaro                         | Romano Scarpa                     | Lucio Michieli                                                                   | I TL 2040-1   |
| 373 | 31 gennaio 1995   | Pippo & Gancio e il restauro di prestigio                                                      | 27                                          |                    | Carlo Panaro                         | Romano Scarpa                     | Lucio Michieli                                                                   | I TL 2044-1   |
| 374 | 21 marzo 1995     | Paperino e l'espediente educativo                                                              | 27                                          |                    | Carlo Panaro                         | Romano Scarpa                     | Lucio Michieli                                                                   | I TL 2051-1   |
| 375 | 9 maggio 1995     | Zio Paperone e la formula della ricchezza                                                      | 54 (26 + 28)                                |                    | Carlo Panaro                         | Romano Scarpa                     | Lucio Michieli                                                                   | I TL 2058-1   |
| 376 | 25 luglio 1995    | Paperino e l'abilità esplosiva                                                                 | 32                                          |                    | Giorgio Pezzin                       | Romano Scarpa                     | Lucio Michieli                                                                   | I TL 2069-4   |
| 377 | 15 agosto 1995    | Pippo telespettatore all'ingrosso                                                              | 22                                          |                    | Luca Boschi                          | Romano Scarpa                     | Lucio Michieli                                                                   | I TL 2072-1   |
| 378 | 5 settembre 1995  | Zio Paperone e l'hobby azzeccato                                                               | 29                                          |                    | Carlo Panaro                         | Romano Scarpa                     | Lucio Michieli                                                                   | I TL 2075-1   |
| 379 | Novembre 1995     | GM Stazione Spaziale                                                                           | 25                                          |                    | François Corteggiani e Romano Scarpa | Romano Scarpa                     |                                                                                  | I GM 10-3     |
| 380 | 26 dicembre 1995  | Zio Paperone e le buone azioni                                                                 | 39                                          |                    | Carlo Gentina                        | Romano Scarpa                     | Lucio Michieli                                                                   | I TL 2091-1   |
| 381 | 30 aprile 1996    | Basettoni e la dieta da fame                                                                   | 15                                          |                    | Giorgio Pezzin                       | Romano Scarpa                     | Lucio Michieli                                                                   | I TL 2109-1   |
| 382 | 20 agosto 1996    | Topolino e la memoria futura                                                                   | 43                                          | Enzo Biagi         | Alessandro Sisti                     | Romano Scarpa                     | Lucio Michieli                                                                   | I TL 2125-1   |
| 383 | 24 settembre 1996 | Basettoni e la gara di pittura                                                                 | 10                                          |                    | Giorgio Pezzin                       | Romano Scarpa                     | Lucio Michieli                                                                   | I TL 2130-3   |
| 384 | 22 ottobre 1996   | Paperino e la allegra rimpatriata                                                              | 23                                          |                    | Bruno Sarda                          | Romano Scarpa                     | Lucio Michieli                                                                   | I TL 2134-5   |
| 385 | 1º gennaio 1997   | Battista e quel che resta un sogno                                                             | 24                                          | Paolo Cavaglione   | Gianfranco Cordara                   | Romano Scarpa                     | Lucio Michieli                                                                   | I TL 2144-2   |
| 386 | 11 febbraio 1997  | Gambadilegno e la "banda delle pupe"                                                           | 22                                          |                    | Tito Faraci                          | Romano Scarpa                     | Lucio Michieli                                                                   | I TL 2150-1   |
| 387 | 25 febbraio 1997  | Topolino e la sindrome visionaria                                                              | 56 (28 + 28)                                |                    | Silvano Mezzavilla                   | Romano Scarpa                     | Lucio Michieli                                                                   | I TL 2152-4P  |
| 388 | 29 aprile 1997    | Una baita per Ciccio                                                                           | 24                                          |                    | Luca Boschi                          | Romano Scarpa                     | Lucio Michieli                                                                   | I TL 2161-1   |
| 389 | 22 luglio 1997    | Paperino e le "pitto-pareti" boom                                                              | 25                                          |                    | Fabio Michelini                      | Romano Scarpa                     | Lucio Michieli                                                                   | I TL 2173-1   |
| 390 | 13 gennaio 1998   | Orazio e le riparazioni a catena                                                               | 24                                          |                    | Carlo Panaro                         | Romano Scarpa                     | Lucio Michieli                                                                   | I TL 2198-1   |

## Storie per lo Studio Program
| #  | Data              | Titolo italiano                                      | Titolo originale                                    | Pagine | Soggetto         | Sceneggiatura                      | Disegni       | Inchiostri                         | Codice storia |
| -- | ----------------- | ---------------------------------------------------- | --------------------------------------------------- | ------ | ---------------- | ---------------------------------- | ------------- | ---------------------------------- | ------------- |
| 1  | 1964              | Paperino e il giro del mondo in 80 stati d'animo     | Around the World in 80 Daze                         | 17     |                  | Dick Kinney                        | Romano Scarpa | Giorgio Cavazzano                  | S 64007       |
| 2  | Giugno 1964       | Ezechiele Lupo e il concorso di bellezza             | Big Bad Beauty Contest                              | 7      |                  | ?                                  | Romano Scarpa | Giorgio Cavazzano                  | S AT 90-B     |
| 3  | Agosto 1964       | Zio Paperone e la pesa dei gioielli                  | Senza Titolo                                        | 8      |                  | ?                                  | Romano Scarpa | Giorgio Cavazzano                  | S AT 92-B     |
| 4  | Maggio 1968       | Zio Paperone e i folletti giganti                    | The Three Big Leprecauns                            | 24     | George Davie (?) | George Davie (?) e Mario Gentilini | Romano Scarpa | Luciano Gatto                      | S 67169       |
| 5  | Luglio 1968       | Paperino e il linguaggio della pelle bufalina        | The Stolen Buffalo Hide                             | 17     | ?                | Romano Scarpa                      | Romano Scarpa | Luciano Capitanio                  | S 66085       |
| 6  | Settembre 1968    | Super Pippo e i pirati della laguna                  | The Watery Menace                                   | 18     | Dick Kinney      | Gian Giacomo Dalmasso              | Romano Scarpa |                                    | S 68063       |
| 7  | Ottobre 1968      | Zio Paperone e il ranch dello scrocco                | Pay-As-You-Go Ranch                                 | 15     |                  | ?                                  | Romano Scarpa | Luciano Gatto                      | S 67090       |
| 8  | Novembre 1968     | Zio Paperone e i pellicani ruba-dollari              | The Pilfering Pelicans                              | 17     |                  | ?                                  | Romano Scarpa | Giorgio Cavazzano                  | S 66141       |
| 9  | Novembre 1968     | Paperetta Yè Yè e il treno del profitto              | Wheels of Profit                                    | 8      |                  | ?                                  | Romano Scarpa | Giorgio Cavazzano (?)              | S 67115       |
| 10 | Novembre 1968     | Zio Paperone e i trappolatori trappolati             | The Case of the Soccer Tickets                      | 23     |                  | ?                                  | Romano Scarpa | Giorgio Cavazzano                  | S 66108       |
| 11 | 1969              | Zio Paperone e la città sommersa                     | The Sunken City                                     | 18     |                  | ?                                  | Romano Scarpa | Giorgio Cavazzano                  | S 67145       |
| 12 | Gennaio 1969      | Zio Paperone e la montagna cava                      | Senza Titolo                                        | 19     |                  | Gian Giacomo Dalmasso              | Romano Scarpa | Giorgio Cavazzano                  | S 66127       |
| 13 | Febbraio 1969     | Super Pippo e il mulino d'oro                        | Super Goof and the Three Bears                      | 19     |                  | ?                                  | Romano Scarpa | Giorgio Cavazzano                  | S 68121       |
| 14 | Marzo 1969        | Topolino e la rapina cinematografica                 | Lights, Camera, Action                              | 21     | ?                | Gian Giacomo Dalmasso              | Romano Scarpa | Giorgio Cavazzano                  | S 68161       |
| 15 | Luglio 1969       | Super Pippo e il riduttore a pulsante                | Senza Titolo                                        | 22     |                  | ?                                  | Romano Scarpa | Giorgio Cavazzano                  | S 68107       |
| 16 | Luglio 1969       | Super Pippo e la sfida al sultano                    | One of Our Aircraft Is Missing                      | 19     |                  | ?                                  | Romano Scarpa | Giorgio Cavazzano                  | S 68199       |
| 17 | Ottobre 1969      | Paperetta Yè-Yè e la stella di nessuno               | Senza Titolo                                        | 8      |                  | ?                                  | Romano Scarpa | Giorgio Cavazzano                  | S 67120       |
| 18 | Novembre 1969     | Paperettà Yè-Yè e il carro volante                   | The Ups and Downs of Life                           | 8      |                  | ?                                  | Romano Scarpa | Giorgio Cavazzano                  | S 67143       |
| 19 | Novembre 1969     | Topolino e il rodeo di Golasecca                     | The Dry Gulch Rodeo                                 | 22     |                  | ?                                  | Romano Scarpa | Giorgio Cavazzano                  | S 68192       |
| 20 | Giugno 1970       | Zio Paperone e il grappolo indiano                   | The Perfect Grape                                   | 24     | ?                | Guido Martina                      | Romano Scarpa | Giorgio Cavazzano                  | S 69095       |
| 21 | Ottobre 1970      | Pippo e l'albero delle popodimene                    | The Personality Switch                              | 24     | ?                | Guido Martina (?)                  | Romano Scarpa | Giorgio Cavazzano                  | S 69038       |
| 22 | Novembre 1970     | Topolino e il mistero dei cani scomparsi             | The Case of the Missing Dogs                        | 24     |                  | ?                                  | Romano Scarpa | Giorgio Cavazzano                  | S 69059       |
| 23 | Maggio 1970       | Zio Paperone e il tunnel sottomarino                 | A Wave of Good Fortune                              | 26     |                  | ?                                  | Romano Scarpa | Giorgio Cavazzano                  | S 69139       |
| 24 | Maggio 1970       | Topolino e la miniera dei Gulp                       | Westward the Course                                 | 25     |                  | ?                                  | Romano Scarpa | Giorgio Cavazzano                  | S 69144       |
| 25 | Giugno 1970       | Topolino e il flugosauro                             | The Fooglesaurus                                    | 24     |                  | ?                                  | Romano Scarpa | Giorgio Cavazzano                  | S 69088       |
| 26 | Luglio 1970       | Pippo contro Pippo                                   | Goofy Meets Goofy                                   | 16     | ?                | Romano Scarpa                      | Romano Scarpa | Giorgio Cavazzano                  | S 69148       |
| 27 | Agosto 1971       | Topolino e i treni scomparsi                         | Disappering Trains                                  | 24     |                  | ?                                  | Romano Scarpa | Giorgio Cavazzano                  | S 71049       |
| 28 | Settembre 1971    | Topolino e la cavalcata nel tempo                    | Mickey's Adventure in Time                          | 25     |                  | ?                                  | Romano Scarpa | Giorgio Cavazzano                  | S 69028       |
| 29 | 19 settembre 1971 | Zio Paperone e la grande caccia al tesoro            | The Great Treasure Hunt                             | 20     |                  | ?                                  | Romano Scarpa | Giorgio Cavazzano                  | S 71123       |
| 30 | 26 settembre 1971 | Zio Paperone continua la caccia al tesoro            | More Treasure Hunting                               | 18     |                  | ?                                  | Romano Scarpa | Giorgio Cavazzano                  | S 71141       |
| 31 | 3 ottobre 1971    | Zio Paperone - La caccia al te$oro prosegue          | Still More Treasure Hunting                         | 20     |                  | ?                                  | Romano Scarpa | Giorgio Cavazzano                  | S 71160       |
| 32 | 10 ottobre 1971   | Zio Paperone - Fine della caccia al te$oro           | The End of the Treasure Hunt                        | 18     |                  | ?                                  | Romano Scarpa | Giorgio Cavazzano                  | S 71206       |
| 33 | Novembre 1971     | Topolino e la fantomatica pistola spray              | The Spray Can Phantom                               | 23     |                  | ?                                  | Romano Scarpa | Giorgio Cavazzano                  | S 69159       |
| 34 | Dicembre 1971     | Zio Paperone e la banconota ricordo                  | There Are No Strangers, Only Friends We Haven't Met | 18     |                  | ?                                  | Romano Scarpa | Giorgio Cavazzano                  | S 70240       |
| 35 | Dicembre 1971     | Topolino e lo snowbell scomparso                     | Elevator No. 1                                      | 18     |                  | ?                                  | Romano Scarpa | Giorgio Cavazzano                  | S 70208       |
| 36 | Gennaio 1972      | Zio Paperone e il drago Kandelor                     | Rockerduck the Royal                                | 24     |                  | Dick Kinney                        | Romano Scarpa | Giorgio Cavazzano                  | S 71039       |
| 37 | Febbraio 1972     | Zio Paperone e i pirati dell'aria                    | He Who Steals My Plane, Steals... Uh...             | 15     |                  | Carlo Chendi                       | Romano Scarpa | Giorgio Cavazzano                  | S 69152       |
| 38 | Febbraio 1972     | Zio Paperone e l'energia fulminea                    | Scrooge Puts a Little Light on the Subject          | 14     | ?                | Carlo Chendi                       | Romano Scarpa | Giorgio Cavazzano                  | S 70229       |
| 39 | Marzo 1972        | Zio Paperone e la caccia al Puka                     | A Gift for Scrooge                                  | 18     |                  | Dick Kinney                        | Romano Scarpa | Giorgio Cavazzano e Lucio Michieli | S 71101       |
| 40 | Marzo 1972        | Zio Paperone e l'alligatore d'oro                    | The Golden Alligator                                | 14     |                  | ?                                  | Romano Scarpa | Giorgio Cavazzano                  | S 69002       |
| 41 | Aprile 1972       | Topolino e le incursioni vichinghe                   | The Viking Raids                                    | 15     |                  | ?                                  | Romano Scarpa | Giorgio Cavazzano                  | S 70140       |
| 42 | Giugno 1972       | Zio Paperone e il figlio adottivo                    | Son of Scrooge                                      | 18     |                  | ?                                  | Romano Scarpa | Giorgio Cavazzano                  | S 71369       |
| 43 | Agosto 1972       | Topolino e l'olimpionico in... erba                  | A Bit of Green Stuff                                | 24     |                  | ?                                  | Romano Scarpa | Giorgio Cavazzano                  | S 72224       |
| 44 | Agosto 1972       | Zio Paperone e i depositi gemelli                    | Lift High the Roof Beam, Carpenter                  | 12     | Dick Kinney      | Carlo Chendi                       | Romano Scarpa | Giorgio Cavazzano                  | S 71347       |
| 45 | Agosto 1972       | Zio Paperone e la grande bicchierata                 | As Into a Glass Darkly                              | 24     |                  | ?                                  | Romano Scarpa | Giorgio Cavazzano                  | S 71086       |
| 46 | Aprile 1973       | Topolino e l'infernale mini-maxi                     | The Mystery of the Shrinking Men                    | 23     |                  | ?                                  | Romano Scarpa | Sandro Zemolin                     | S 72197       |
| 47 | Febbraio 1974     | Le Giovani Marmotte - Piccoli paperi, grandi trovate | Little People, Big Ideas                            | 12     | ?                | Elisa Penna                        | Romano Scarpa | Sandro Del Conte                   | S 69102       |
| 48 | Marzo 1978        | Zio Paperone... via col vinto                        | Gone with the Winned                                | 13     |                  | Romano Scarpa                      | Romano Scarpa | Sandro Del Conte                   | S 77053       |
| 49 | 23 marzo 1980     | Paperino e una vacanza tranquilla                    | Donald's Holiday                                    | 10     |                  | Ed Nofziger                        | Romano Scarpa | Sandro Del Conte                   | S 76126       |
| 50 | Agosto 1980       | Zio Paperone e la condizione imposta                 | Uncle Scrooge and the Uncoupled Book-End            | 14     |                  | Romano Scarpa                      | Romano Scarpa | Sandro Del Conte                   | S 79065       |
| 51 | 8 febbraio 1981   | Topolino e l'ospite a sorpresa                       | The Surprise Guest                                  | 16     |                  | Romano Scarpa                      | Romano Scarpa | Sandro Del Conte                   | S 79116       |
| 52 | 10 maggio 1981    | Topolino e la bionda sospetta                        | The Suspect Blonde                                  | 16     |                  | Romano Scarpa                      | Romano Scarpa | Sandro Del Conte                   | S 80066       |
| 53 | Luglio 1981       | Paperino e il programma educativo                    | Donald Duck's Diploma                               | 10     |                  | Ed Nofziger                        | Romano Scarpa | ?                                  | S 77040       |
| 54 | Agosto 1981       | Zio Paperone e le suole da scasso                    | The Big Break-in                                    | 15     |                  | Carl Fallberg                      | Romano Scarpa | Sandro Zemolin                     | S 77048       |
| 55 | 1º agosto 1982    | Topolino e la maniglia di Nelson                     | The Handle Mystery                                  | 15     |                  | Romano Scarpa                      | Romano Scarpa | Sandro Del Conte                   | S 80106       |
| 56 | 17 aprile 1983    | Topolino e i ladri piumati                           | Mickey Mouse and the Feathered Smugglers            | 15     |                  | Romano Scarpa                      | Romano Scarpa | Sandro Del Conte                   | S 80105       |
| 57 | 2 aprile 1984     | Zio Paperone in chicchi di riso e monete d'oro       | One Million Chase                                   | 13     |                  | Romano Scarpa                      | Romano Scarpa | Sandro Del Conte                   | S 80107       |
| 58 | 7 agosto 1985     | Zio Paperone e i funghi d'oro                        | The Seven Golden Mushrooms                          | 18     |                  | Romano Scarpa                      | Romano Scarpa | Sandro Del Conte                   | S 80104       |
| 59 | 23 luglio 1987    | Paperino e il compagno di giochi                     | The Perfect Pet                                     | 9      |                  | ?                                  | Romano Scarpa | Sandro Del Conte                   | S 86024       |
| 60 | Ottobre 1987      | Zio Paperone e il tesoro profumato                   | The Dollar Stalactite                               | 14     |                  | Romano Scarpa                      | Romano Scarpa | Sandro Del Conte                   | S 86139       |
| 61 | Dicembre 1988     | Paperino ritardario cronico                          | The Procastinator                                   | 10     |                  | Pete Hansen                        | Romano Scarpa | Sandro Del Conte                   | S 86081       |
| 62 | Settembre 1991    | Topolino e Pippo in Problemi di TV                   | TV Troubles                                         | 9      |                  | Ed Nofziger                        | Romano Scarpa | Sandro Del Conte                   | S 88227       |

### Storie recuperate e ricostruite
| # | Data            | Titolo italiano                            | Titolo originale       | Pagine | Soggetto e sceneggiatura originali | Ricostruzione dialoghi         | Disegni                                            | Inchiostri                                            | Codice storia d'origine | Nuovo codice storia |
| - | --------------- | ------------------------------------------ | ---------------------- | ------ | ---------------------------------- | ------------------------------ | -------------------------------------------------- | ----------------------------------------------------- | ----------------------- | ------------------- |
| 1 | 2006            | Pippo in "Non preoccuparti!"               | Don't Worry About It   | 10     | Ed Nofziger                        | Romano Scarpa e Byron Erickson | Romano Scarpa                                      | Sandro Del Conte e Wanda Gattino                      | S ? 608                 | D 2004-236          |
| 2 | Giugno 2006     | Topolino e la marmitta fotonica            | The Photonic Muffler   | 18     | Romano Scarpa                      | Luca Boschi                    | Romano Scarpa                                      | Sandro Del Conte                                      | S ? 612                 | XU GEM 106          |
| 3 | Agosto 2007     | Zio Paperone e il segreto della palandrana | The Secret of the Coat | 16     | Romano Scarpa                      | Luca Boschi                    | Romano Scarpa                                      | Sandro Del Conte                                      | S 84103                 | I ZP 210-1          |
| 4 | Novembre 2009   | Zio Paperone e gli uccelli dorati          | The Golden Birds       | 18     | Romano Scarpa                      | Luca Boschi                    | Romano Scarpa e Luca Boschi (mezza pagina perduta) | Sandro Del Conte e Luca Boschi (mezza pagina perduta) | S ? 623                 | I DAO 5-1           |
| 5 | 20 ottobre 2014 | Nonna Papera e il rospo da guardia         | Grandma's Watch Toad   | 9      | Ed Nofziger                        | Luca Boschi                    | Romano Scarpa                                      | Sandro Del Conte                                      | S ? 613                 | S ? 613             |

## Storie realizzate per la Egmont
| #  | Data             | Titolo italiano                                 | Titolo originale              | Pagine | Soggetto | Sceneggiatura           | Disegni       | Inchiostri       | Codice storia |
| -- | ---------------- | ----------------------------------------------- | ----------------------------- | ------ | -------- | ----------------------- | ------------- | ---------------- | ------------- |
| 1  | Febbraio 2000    | Topolino in: Un ragazzo davvero "in Gamba"!     | History Re-Petes Itself       | 12     |          | David Gerstein          | Romano Scarpa | Sandro Del Conte | D 99156       |
| 2  | Novembre 2000    | Paperino e il disastro telecomandato            | Remotely Impossible           | 12     |          | John Lustig             | Romano Scarpa | Lucio Michieli   | D 98474       |
| 3  | 9 luglio 2001    | Zio Paperone e le carote dell'allegria          | Funny Carrots                 | 16     |          | Romano Scarpa           | Romano Scarpa | Lucio Michieli   | D 2000-188    |
| 4  | 31 dicembre 2001 | Topolino e un tranquillo giorno in spiaggia     | A Quiet Day at the Beach      | 10     |          | Jeff Hamill             | Romano Scarpa | Lucio Michieli   | D/E 2000-003  |
| 5  | 20 dicembre 2002 | Zio Paperone - Questione di sicurezza           | Security                      | 12     |          | Terry LaBan             | Romano Scarpa | Lucio Michieli   | D/D 2000-021  |
| 6  | Marzo 2003       | Zio Paperone e un affare di cuore               | All You Need Is Love          | 13     |          | Terry LaBan             | Romano Scarpa | Lucio Michieli   | D/D 2000-022  |
| 7  | 9 maggio 2003    | Paperino - Il custode dei giardini di Babilonia | The Keeper of Babylon Gardens | 12     |          | Lars Jensen             | Romano Scarpa | Lucio Michieli   | D/D 2002-002  |
| 8  | 20 agosto 2004   | Paperino e la sindrome del seguito              | The Sequel Machine            | 12     |          | Olaf Moriarty Solstrand | Romano Scarpa | Lucio Michieli   | D/D 2002-009  |
| 9  | 6 maggio 2005    | Topolino - Barili, scioperi e salmoni           | Strike Zone                   | 10     |          | Carol e Pat McGreal     | Romano Scarpa | Lucio Michieli   | D/D 2000-019  |
| 10 | 11 giugno 2007   | Topolino e i regali mutanti                     | The Transmutant Gifts         | 16     |          | Romano Scarpa           | Romano Scarpa | ?                | D/D 2001-017  |
| 11 | 23 luglio 2008   | Zio Paperone - La nemica della mia nemica       | My Enemy's Enemy              | 17     |          | Dave Rawson             | Romano Scarpa | ?                | D/D 2002-019  |

## Storie di produzione francese
| Data             | Titolo italiano                   | Titolo originale               | Pagine | Soggetto | Sceneggiatura | Disegni       | Inchiostri     | Codice storia |
| ---------------- | --------------------------------- | ------------------------------ | ------ | -------- | ------------- | ------------- | -------------- | ------------- |
| 16 dicembre 1998 | Topolino e le dolcezze del Natale | Mickey et les douceurs de Noël | 14     |          | Romano Scarpa | Romano Scarpa | Lucio Michieli | F JM 98235    |

## Storie di produzione americana pubblicate suDisney Adventures
| # | Data           | Titolo italiano                                       | Titolo originale        | Pagine | Soggetto | Sceneggiatura    | Disegni                       | Inchiostri     | Codice storia |
| - | -------------- | ----------------------------------------------------- | ----------------------- | ------ | -------- | ---------------- | ----------------------------- | -------------- | ------------- |
| 1 | Settembre 1990 | Cip & Ciop Agenti Speciali - Catturati in un lampo!   | Caught in a Flash!      | 8      |          | Bobbi J.G. Weiss | Romano Scarpa                 | Lucio Michieli | KZ 0190       |
| 2 | Settembre 1990 | Cip & Ciop Agenti Speciali - Trame sotterranee        | Undermining Schemes     | 8      |          | Boobi J.G. Weiss | Romano Scarpa                 | Lucio Michieli | KZ 0290       |
| 3 | Maggio 1991    | Cip & Ciop Agenti Speciali - Un ragazzo nuovo al dock | New Kid on the Dock     | 8      |          | Boobi J.G. Weiss | Romano Scarpa                 | Lucio Michieli | KZ 3090       |
| 4 | Settembre 1991 | TaleSpin - La vita è piratigliosa!                    | It's a Plunderful Life! | 24     |          | Bobbi J.G. Weiss | Luciano Gatto e Romano Scarpa |                | KZ 4990       |

## Storie prodotte per Disney Europe
| Data       | Titolo italiano        | Titolo originale       | Pagine | Soggetto | Sceneggiatura    | Disegni       | Inchiostri                         | Codice storia |
| ---------- | ---------------------- | ---------------------- | ------ | -------- | ---------------- | ------------- | ---------------------------------- | ------------- |
| Marzo 1992 | Avventure a EuroDisney | Aventures à EuroDisney | 44     |          | Jacques Lelièvre | Romano Scarpa | Lucio Michieli e Maurizio Amendola | E GN 92-03    |

## Storie di produzione britannica
| # | Data            | Titolo italiano                                           | Titolo originale                                   | Pagine | Soggetto | Sceneggiatura | Disegni       | Codice storia |
| - | --------------- | --------------------------------------------------------- | -------------------------------------------------- | ------ | -------- | ------------- | ------------- | ------------- |
| 1 | 11 ottobre 1958 | Tip e Tap gemelli pestiferi                               | Twin Trouble                                       | 1      |          | ?             | Romano Scarpa | U WDMM 41A    |
| 2 | 18 ottobre 1958 | I sogni di Pippo - L'ultimo dei Mohipippi                 | The Dreams of a Goofy Goof - Last of the Mohigoofs | 1      |          | ?             | Romano Scarpa | U WDMM 42J    |
| 3 | 3 gennaio 1959  | Zio Paperone in "Il papero più acido e ricco della città" | The Meanest Wealthiest Duck in Town                | 1      |          | ?             | Romano Scarpa | U WDMM 53E    |